# Terre-Neuve
Pour les articles homonymes, voir Terre-Neuve (homonymie).
Terre-Neuve (en anglais : Newfoundland ; en micmac Taqamkuk ; en gaélique écossais : Talamh en Eisc) est une île du Canada dont la côte nord-est délimite le Nord du golfe du Saint-Laurent ; les côtes nord-est de l'île et le Nord de la péninsule d'Avalon bordent la mer du Labrador et les côtes orientales et méridionales de cette même péninsule baignent directement l'océan Atlantique. Sa superficie est de 115 000 km2, soit une surface légèrement supérieure à l'Islande. Son territoire fait partie de la province canadienne de Terre-Neuve-et-Labrador ; la capitale de la province, Saint-Jean de Terre-Neuve, se trouve sur l'extrémité est de l'île (péninsule d'Avalon). Ce territoire est devenu une province canadienne en 1949.
L'île est séparée de la partie continentale du territoire du Labrador par le détroit de Belle Isle, et de l'île du Cap-Breton (Nouvelle-Écosse) par le détroit de Cabot. Elle commande l'entrée du golfe du Saint-Laurent.
Le territoire français de Saint-Pierre-et-Miquelon se trouve au sud de l'île.
Les Vikings y débarquent vers l'an mille, établissant une colonie nommée Vinland, et une première exploration pour le compte de l'Empire britannique y est faite vers 1497 par Jean Cabot, un navigateur vénitien parti de Bristol. Une première colonisation est effectuée en 1583 par Humphrey Gilbert avec la fondation de Saint-Jean de Terre-Neuve mais elle disparaît quelques années plus tard et la colonisation britannique attend jusqu'en 1610 pour devenir à temps plein, avec le gouverneur John Guy à Cuper's Cove (aujourd'hui Cupids) dans la baie de la Conception.

## Géographie

### Topographie
L'île se situe dans le golfe du Saint-Laurent, mais sa côte nord-est borde la mer du Labrador, une partie de l'océan Atlantique.
Les côtes de l'île de Terre-Neuve sont très irrégulières et comportent de nombreux caps, baies et péninsules. Les péninsules les plus importantes sont :
- La Grande Péninsule du Nord, sur la côte du détroit de Belle Isle, qui comporte le site archéologique viking de L'Anse aux Meadows (cf. Vinland) ;
- la péninsule d'Avalon, dans le Sud-Est de l'île et où se trouve Saint-John's, la capitale du territoire ;
- la péninsule de Burin, sur la côte sud, au large de laquelle se trouve l'archipel français de Saint-Pierre-et-Miquelon.

Les zones côtières, particulièrement l'Est et le Nord-Est de l'île, sont battues par les forts vents de l'Atlantique Nord et on n'y retrouve qu'une végétation basse et très rustique. En s'éloignant de la côte, on entre dans une forêt boréale constituée principalement de conifères nordiques et parsemée de lacs, de marais et de tourbières. Le terrain est vallonneux et peu propice à la culture, sauf dans les vallées de quelques rivières où l'on retrouve de meilleures terres et un climat un peu plus clément.
La côte nord-ouest de Terre-Neuve est remarquable par son terrain escarpé, ses fjords et ses lacs entourés de hautes falaises. C'est là qu'on retrouve le parc national du Gros-Morne, l'un des sites touristiques principaux de Terre-Neuve.

### Histoire géologique
Les paysages de Terre-Neuve sont profondément marqués par la glaciation quaternaire.

#### Le retrait glaciaire
Au dernier maximum glaciaire (env. 20 000 ans), Terre-Neuve est totalement couverte par les glaces venues du Labrador et la banquise s'étend jusqu'au Grands Bancs sur l'ensemble de la plate-forme continentale. Il y a 16 000 ans, le secteur des Grands Bancs, à l'est de l'île, est libéré des glaces. Vers 14 000 ans, le retrait glaciaire libère largement le golfe du Saint-Laurent et quelques petits secteurs côtiers au nord de celui-ci sur Terre-Neuve (baie de Saint-Georges). Il y a 13 000 ans, la majorité de la bordure côtière est accessible sauf sur la péninsule de Saint-John's et dans la portion où l'inlandsis joint encore le Labrador et l'archipel. Vers 12 000 ans, toutes les côtes ne sont plus englacées mais une calotte de glace couvre la majorité des terres intérieures (voir série de cartes du retrait glaciaire,).
Ce sont donc les côtes qui ont pu être visitées saisonnièrement par les peuples autochtones pendant quelques milliers d'années à la fin de la période glaciaire. Puis la remontée du niveau marin a modifié le trait de côte et des terres précédemment libérées ont disparu. La libération des glaces et la fonte du pergélisol pour rapides qu'elles aient pu être n'a pas autorisé toutes les ressources que les Béothuks pouvaient utiliser lors des premiers contacts par les Européens.
La présence de la calotte glaciaire a exercé un contrôle sur le climat jusqu'il y a 7 000 ans. Les données de l'analyse pollinique, entre autres, montrent une migration des biomes durant l'Holocène de l’ordre de 100 à 200 m par année. La reconquête de la végétation forestière dans l'ensemble de la région du golfe du Saint-Laurent a commencé par l'épicéa, le peuplier, le bouleau et le pin entre 10 000 et 7 000 ans. La végétation de toundra persistait alors sur les sommets de l'Ouest et du Sud-Ouest de Terre-Neuve. De petites phases de rafraîchissement ont ponctué ce début de l'Holocène et ont modifié la distribution des essences forestières,,.

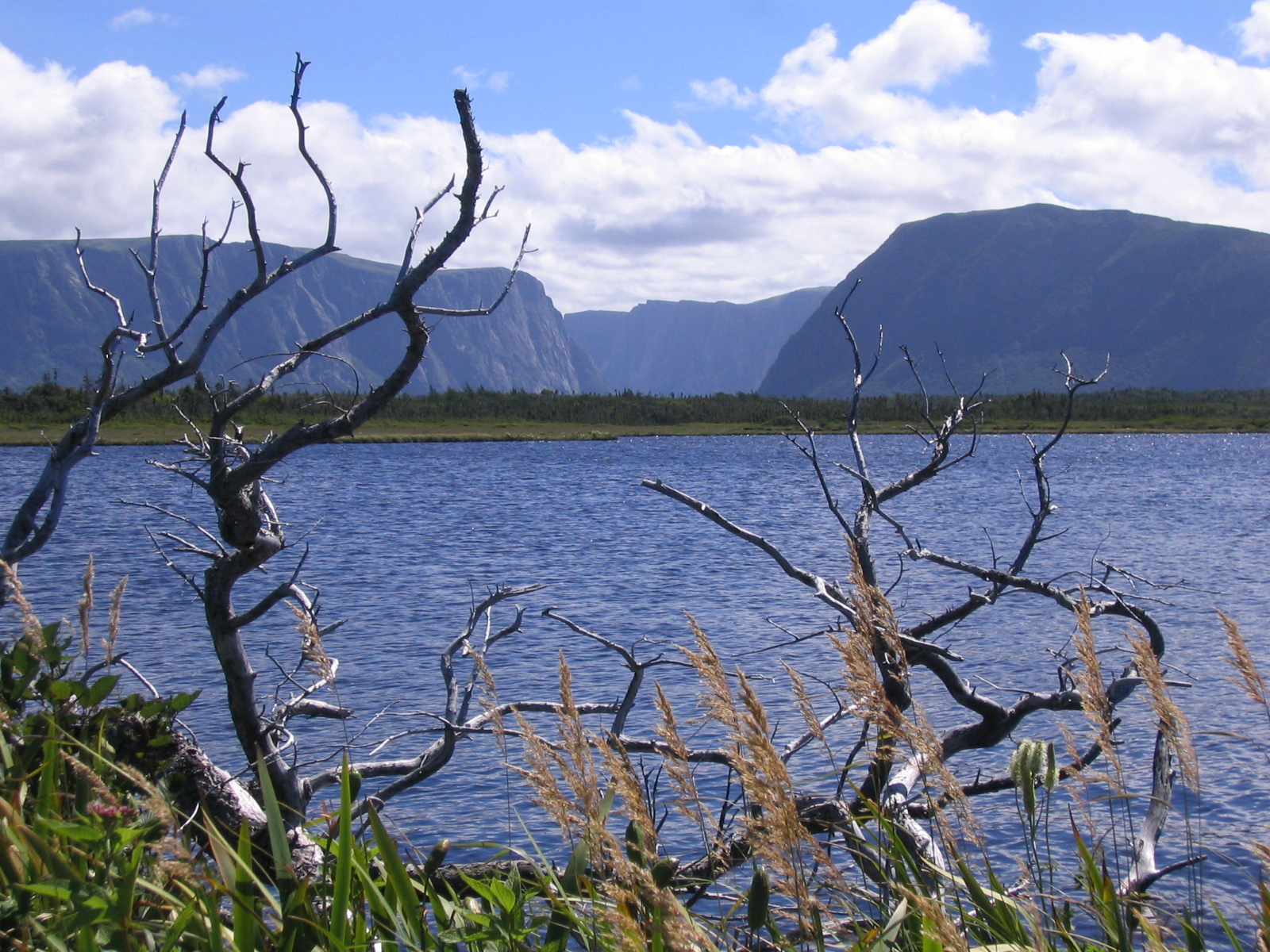
Relief glaciaire (fjords), Western Brook Pond, parc national Gros-Morne.
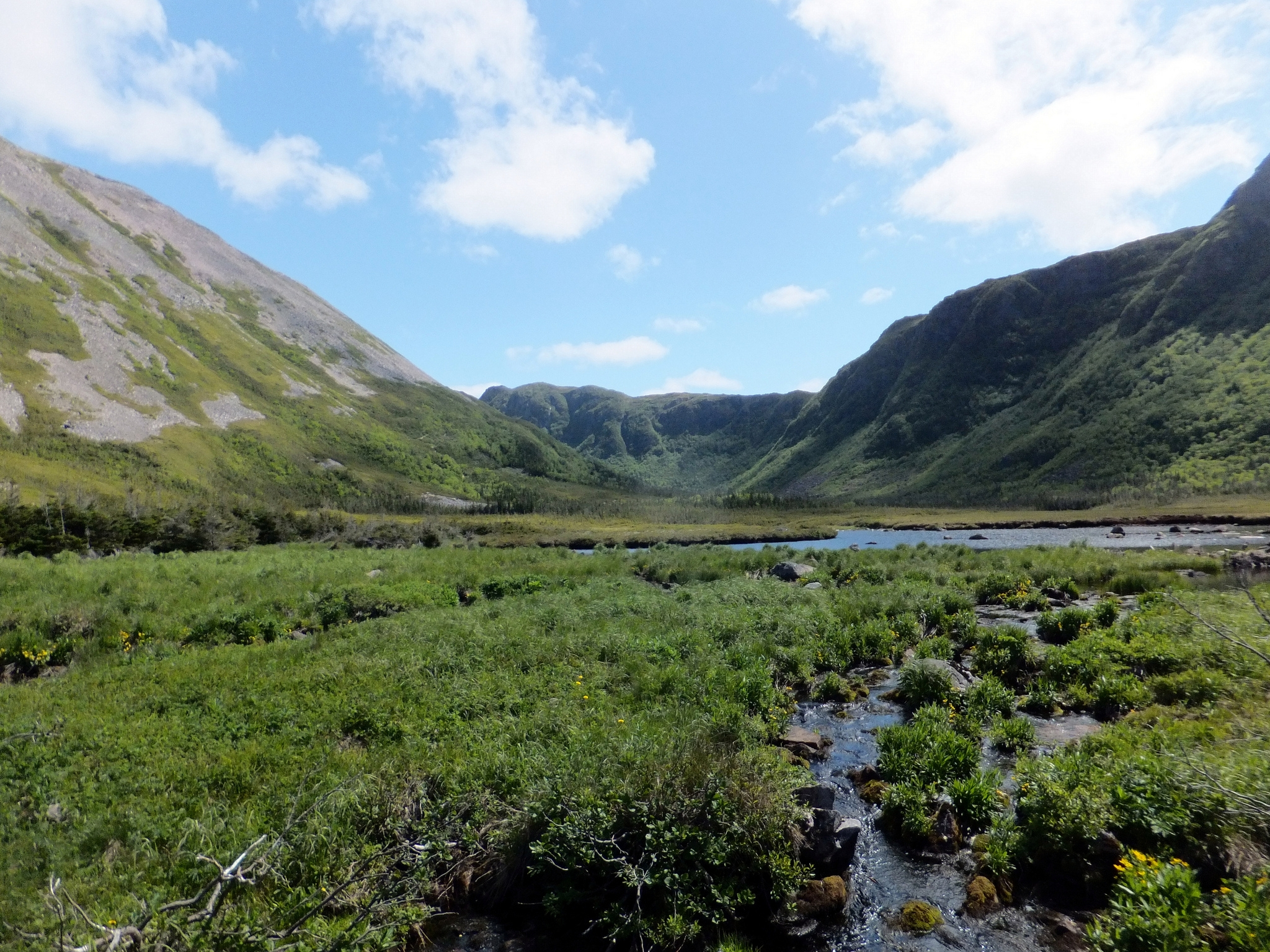
Pelouse d'altitude vers Ferry Gulch et Gros-Morne.
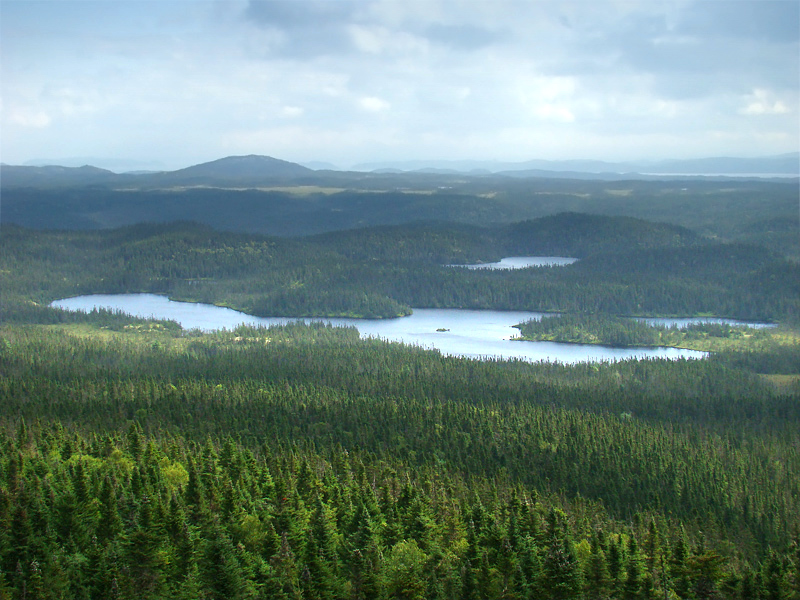
Forêt boréale du parc national de Terra Nova, centre de Terre-Neuve (vue depuis Ochre Hill).
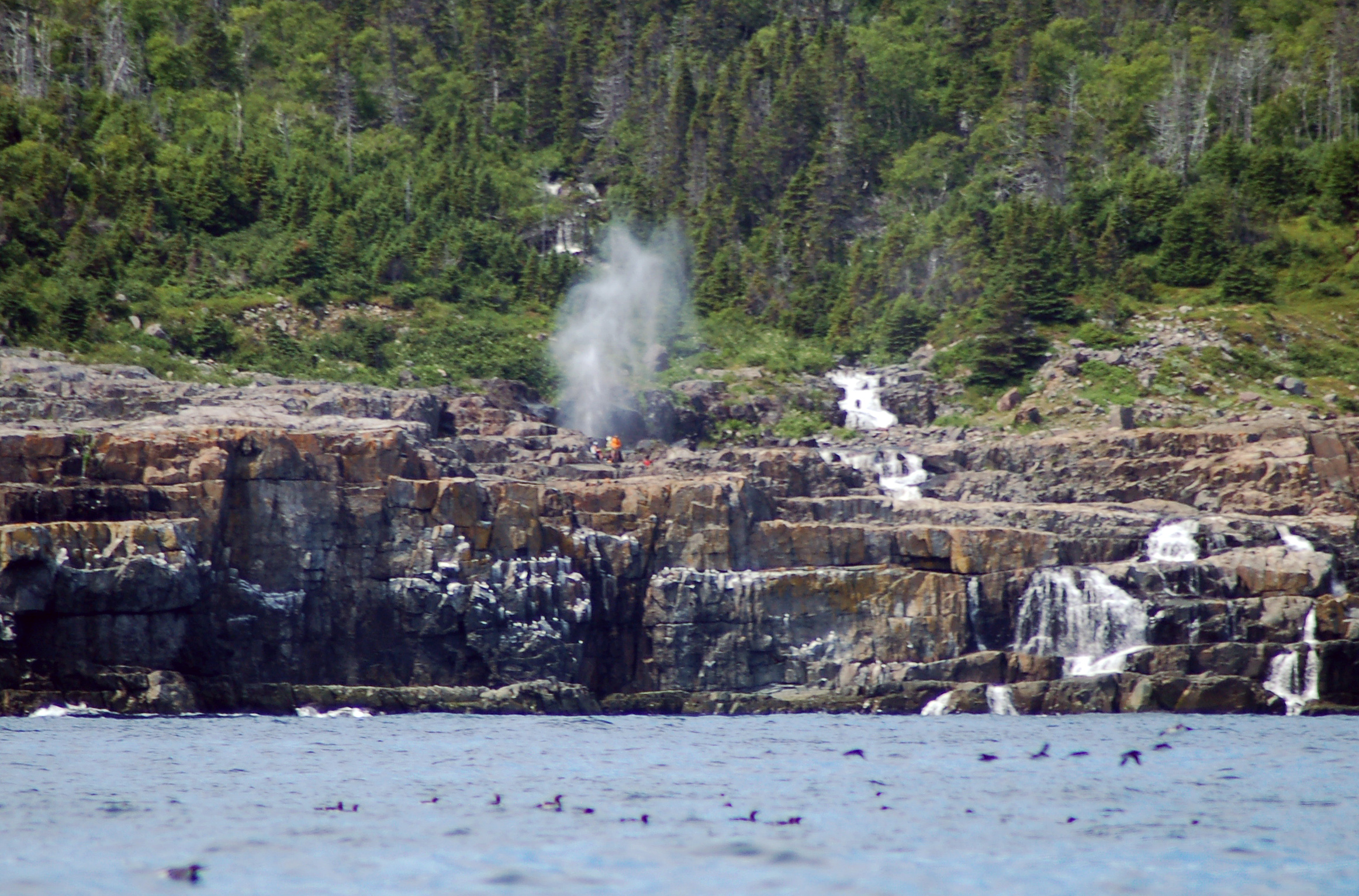
Spout, près de Bay Bulls, côte Est.
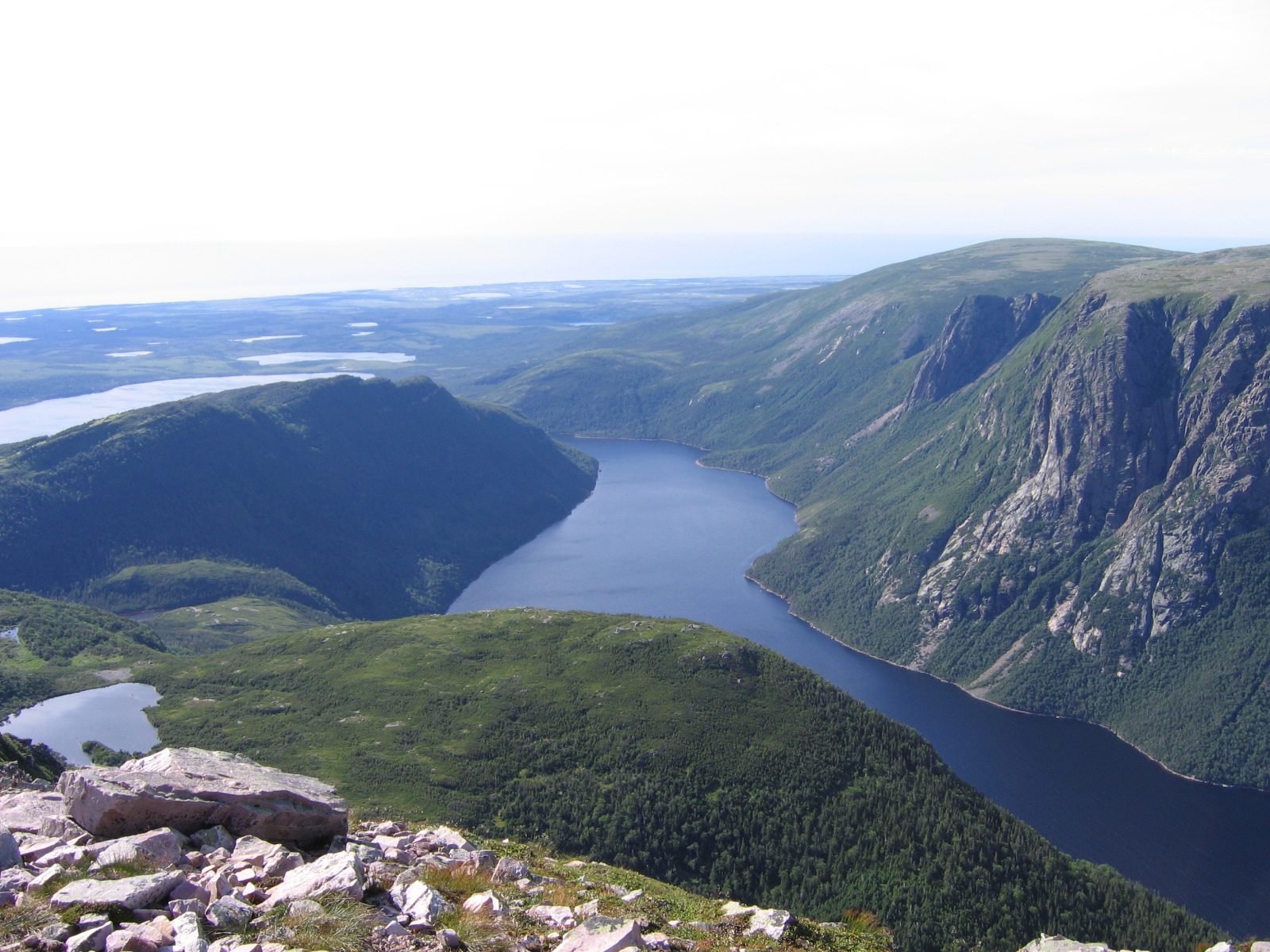
Vaste fjord témoignant de l'importance de l'englacement lors de la glaciation du Wisconsin (qui coïncide environ avec celle du Würm dans les Alpes).
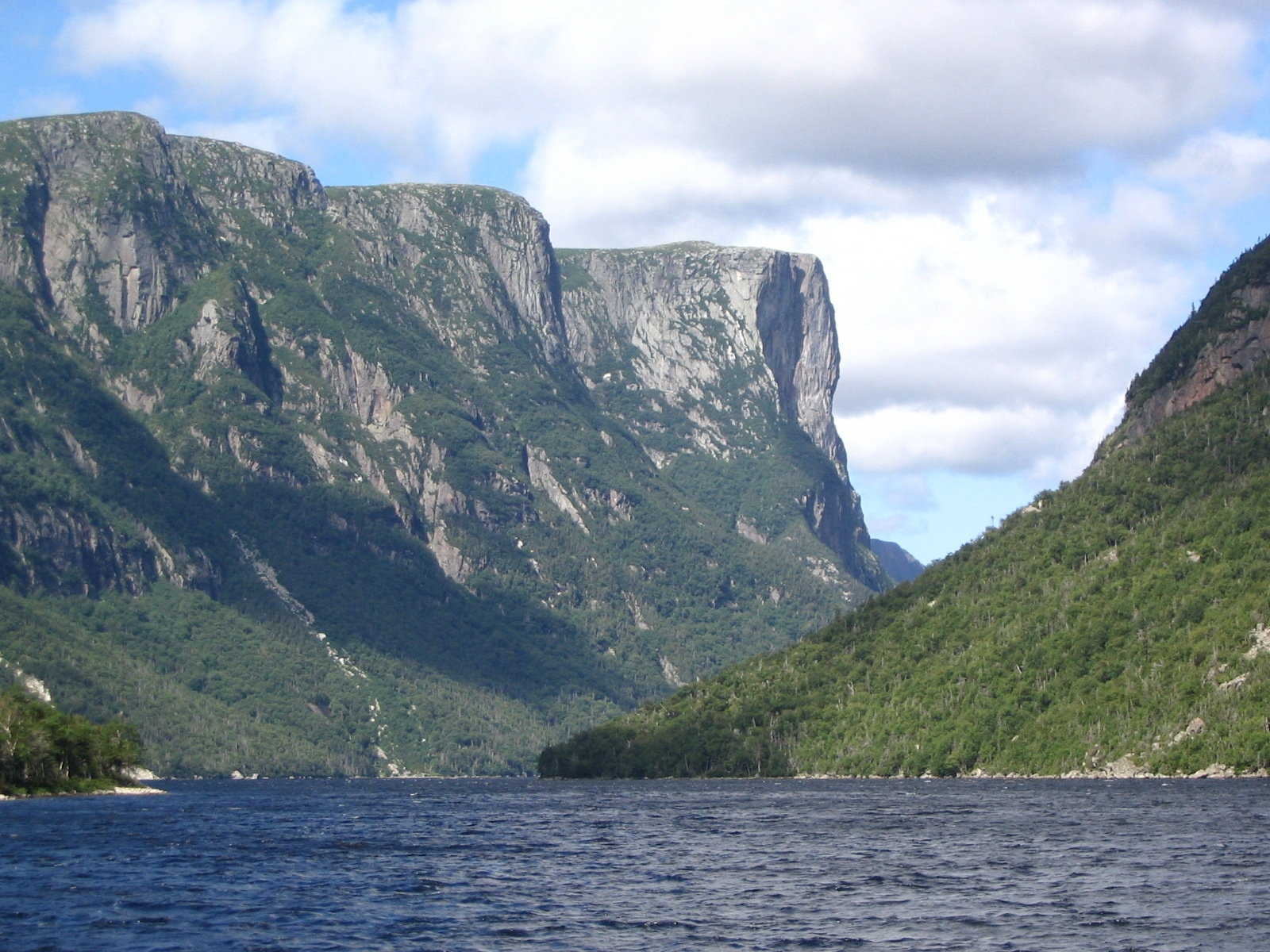
Impressionnant relief glaciaire : étang Western Brook, parc national du Gros-Morne.

### Climat
Le climat de Terre-Neuve est océanique à amplitude thermique relativement faible de type tempéré froid. Des précipitations importantes sont enregistrées toute l'année variant de plus de 1 400 mm dans la capitale de Saint-Jean de Terre-Neuve, dans le sud-est de l'île, à 1 158 mm à Corner Brook sur la côte ouest. La classification de Köppen est de type Dfb. Les hivers sont neigeux dans l'ouest, alors que dans l'est il y a un mélange de pluie, de neige et de pluie verglaçante, le tout dû à de nombreuses tempêtes du Cap Hatteras. Le printemps et l'automne sont pluvieux et brumeux, alors que les étés sont frais.
| Mois                                | jan.  | fév.  | mars  | avril | mai   | juin | jui. | août  | sep. | oct.  | nov.  | déc.  | année   |
| ----------------------------------- | ----- | ----- | ----- | ----- | ----- | ---- | ---- | ----- | ---- | ----- | ----- | ----- | ------- |
| Température minimale moyenne (°C)   | −7,9  | −8,7  | −6    | −2,2  | 1,3   | 5,9  | 10,5 | 11    | 7,5  | 3,4   | −0,1  | −5    | 0,8     |
| Température moyenne (°C)            | −4,3  | −5    | −2,5  | 1,3   | 5,8   | 10,9 | 15,4 | 15,3  | 11,6 | 7     | 3,1   | −1,7  | 4,7     |
| Température maximale moyenne (°C)   | −0,7  | −1,4  | 1     | 4,8   | 10,3  | 15,8 | 20,2 | 19,5  | 15,6 | 10,6  | 6,2   | 1,5   | 8,6     |
| Précipitations (mm)                 | 147,8 | 133,6 | 126,4 | 110,4 | 100,9 | 96,9 | 77,9 | 121,8 | 125  | 151,7 | 144,7 | 144,2 | 1 481,3 |
| dont pluie (mm)                     | 69,3  | 69,2  | 73,6  | 79,6  | 91,4  | 95,3 | 77,9 | 121,8 | 125  | 147,4 | 121,6 | 91    | 1 163,1 |
| dont neige (cm)                     | 83    | 68,8  | 54    | 26,8  | 7,8   | 1,4  | 0    | 0     | 0    | 4     | 21,5  | 547   | 322,1   |
| Nombre de jours avec précipitations | 22    | 19    | 20    | 18    | 17    | 15   | 14   | 15    | 16   | 20    | 20    | 23    |         |

### Faune
La faune insulaire est assez typique des régions nordiques de l'Amérique du Nord.

#### La faune marine
Les mammifères marins sont : le rorqual commun (Balænoptera physalus), le globicéphale noir (Globicephala melas), le petit rorqual (Balænoptera acutorostrata) et le phoque commun (Phoca vitulina).

#### Les espèces terrestres
Terre-Neuve est relativement pauvre en mammifères, avec seulement 14 espèces indigènes. Les Béotucks et Mi'kmaqs chassaient le caribou. Depuis les quatre derniers siècles, douze espèces ont été introduites par l'Homme. Les ongulés comme le caribou des bois (Rangifer tarandus caribou) et l'orignal (Alces americanus). La population d'élans d'Amérique (orignaux) a été introduite comme source de nourriture puis s'est développée de manière presque incontrôlée en l'absence de prédateur autre que l'Homme. On trouve toutes sortes d'animaux différents comme les caribous, les élans ou les ours noirs, d'autres comme les rats musqués, les castors et les loutres. Ou encore les renards, les lynx et les loups.

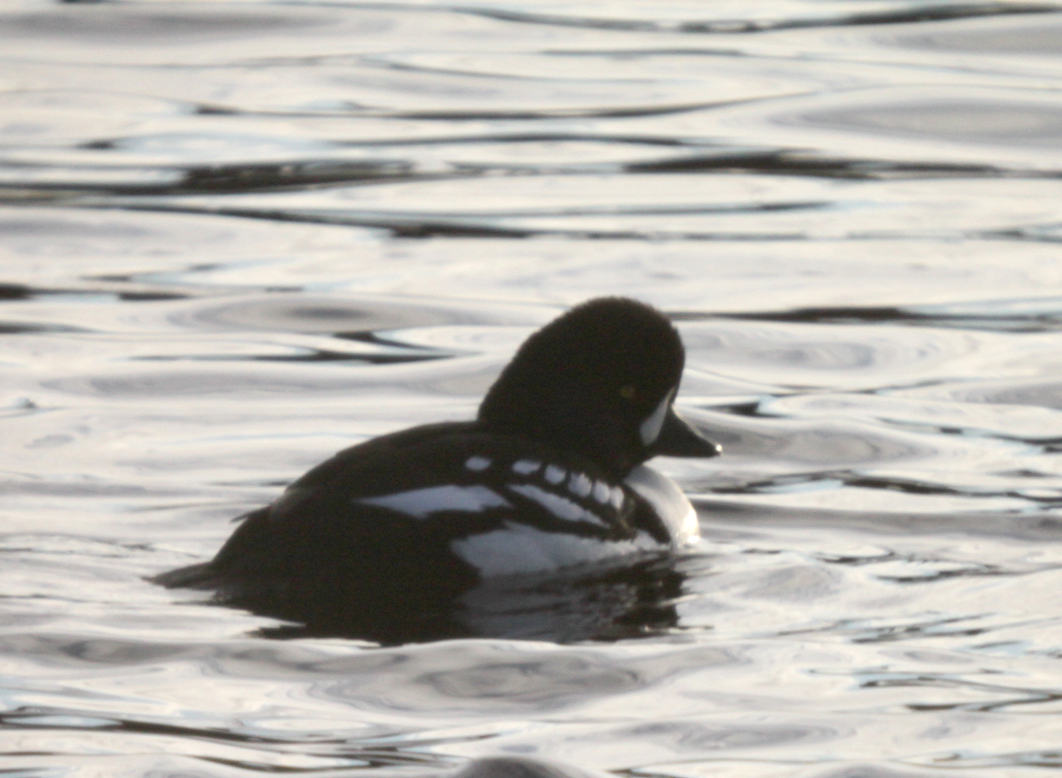
Garrot d'Islande.
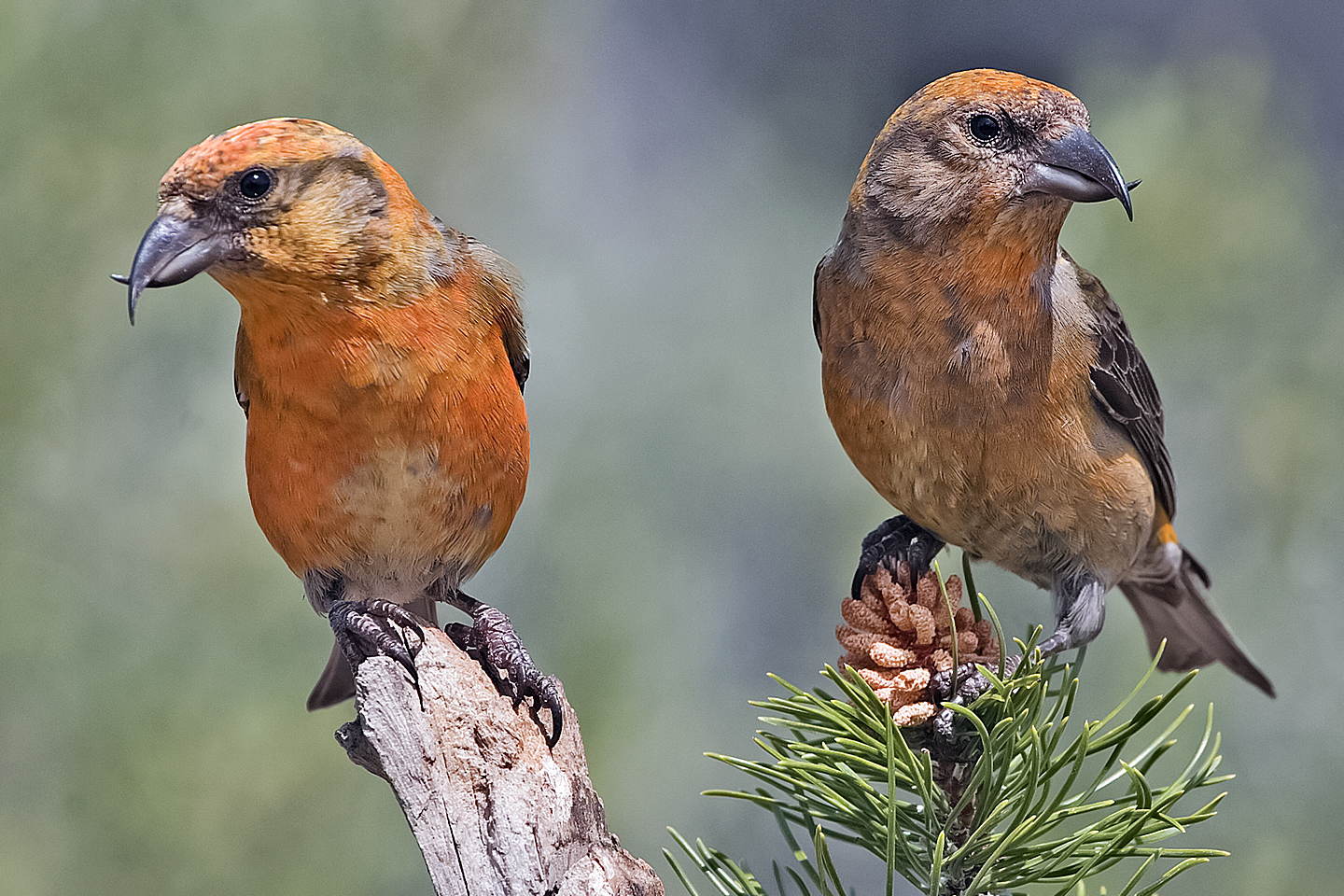
Bec-croisé des sapins (Loxia curvirostra) Fringillidæ.
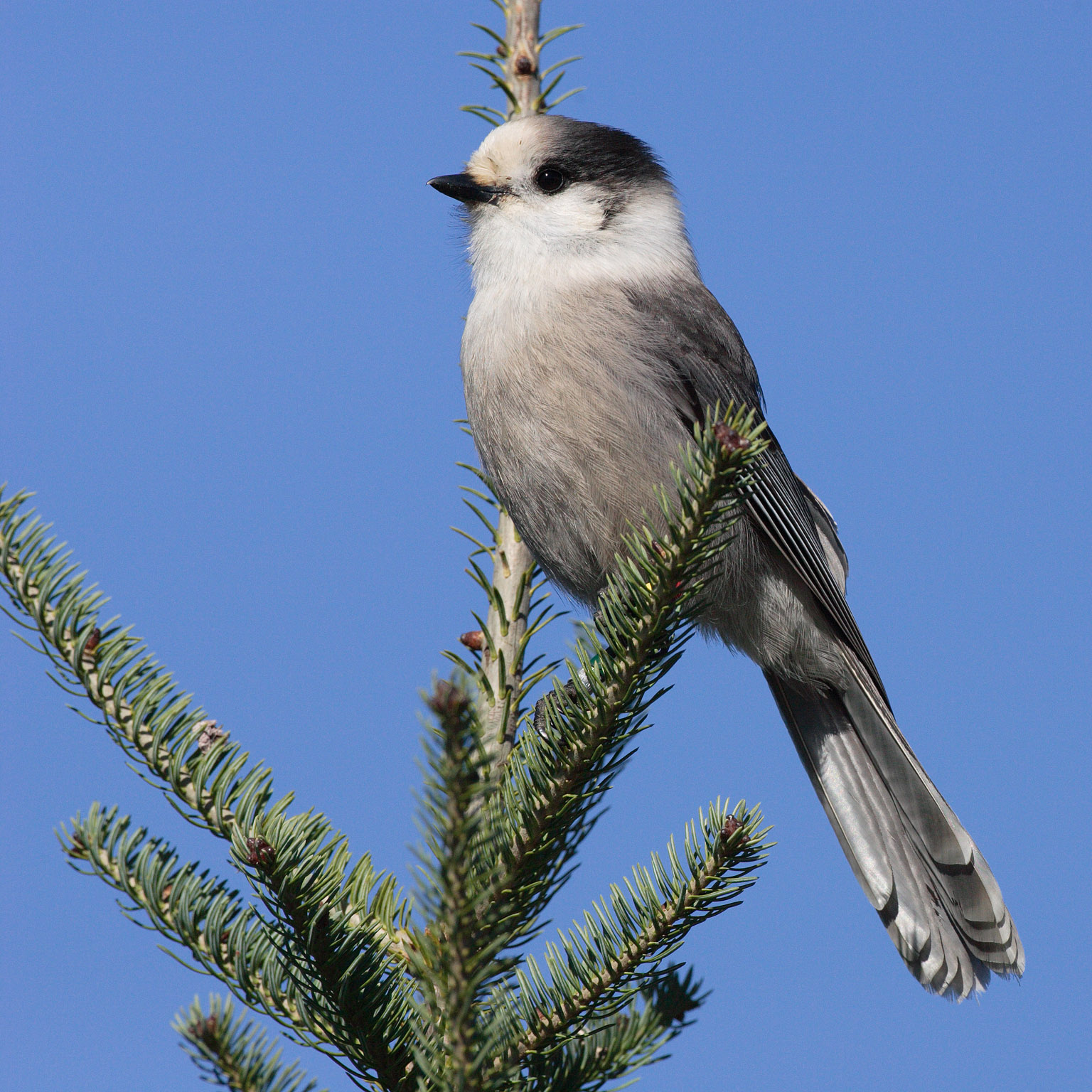
Mésangeai du Canada.
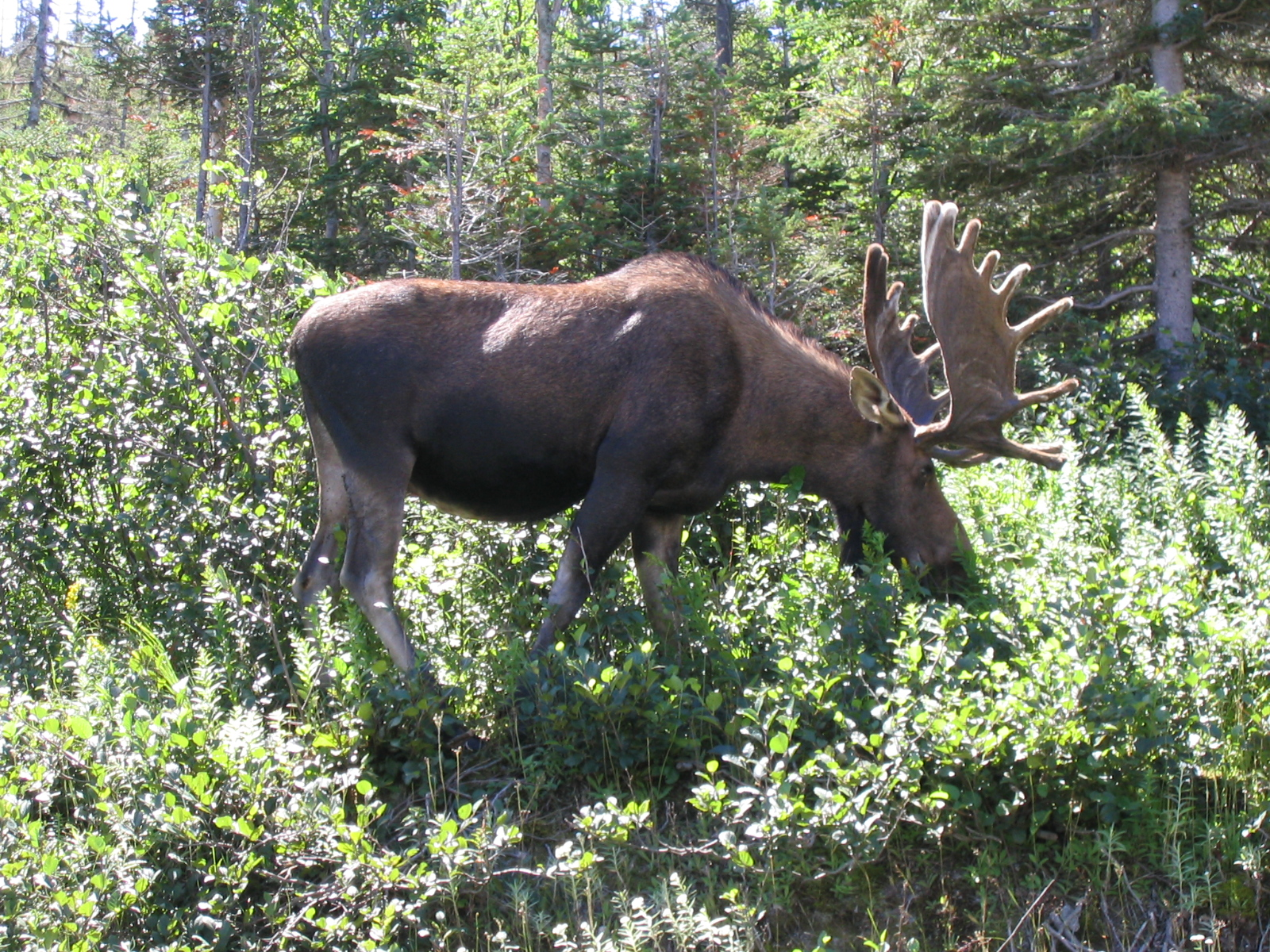
Orignal (élan), parc national Gros-Morne.
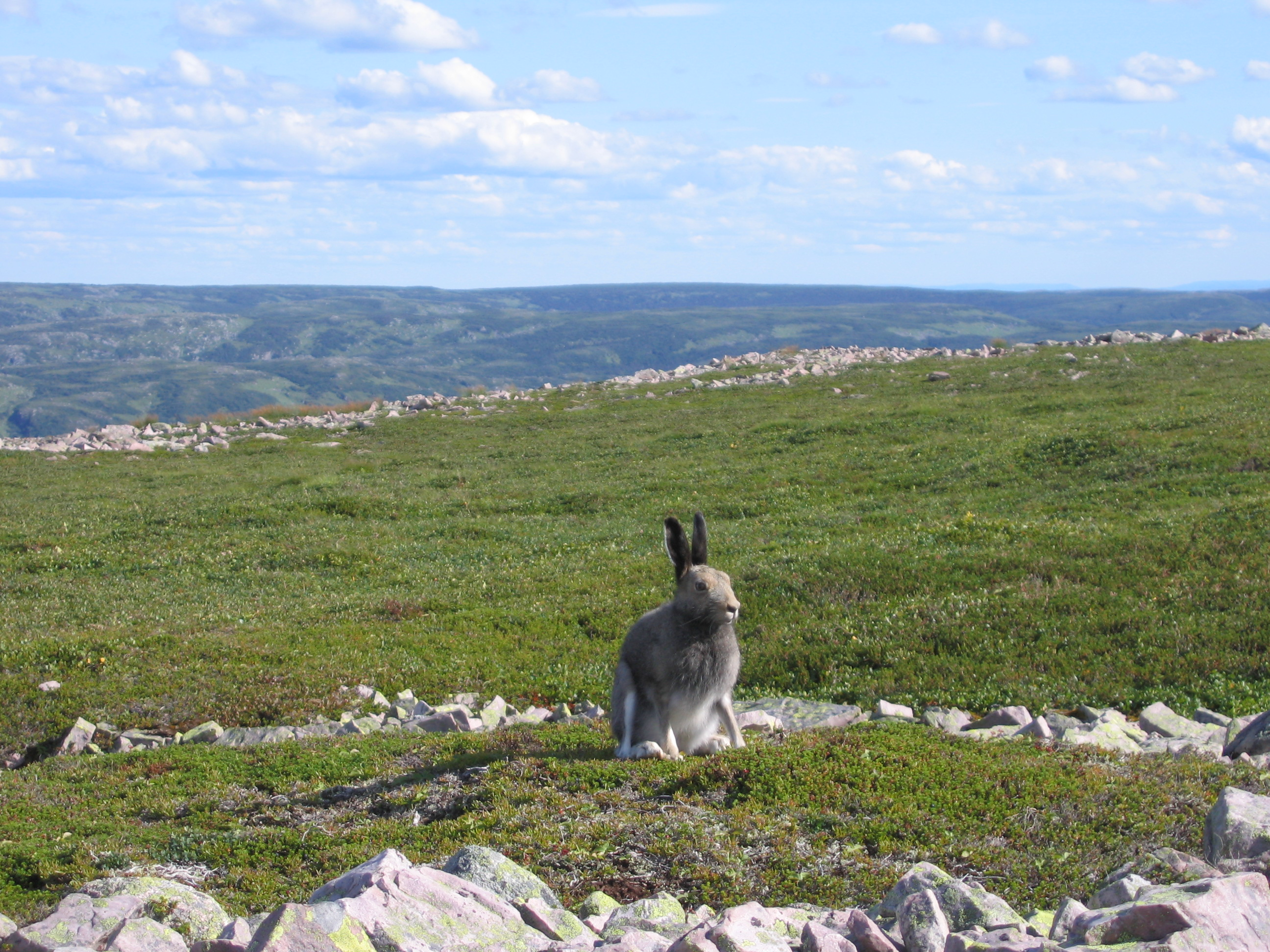
Lièvre arctique.
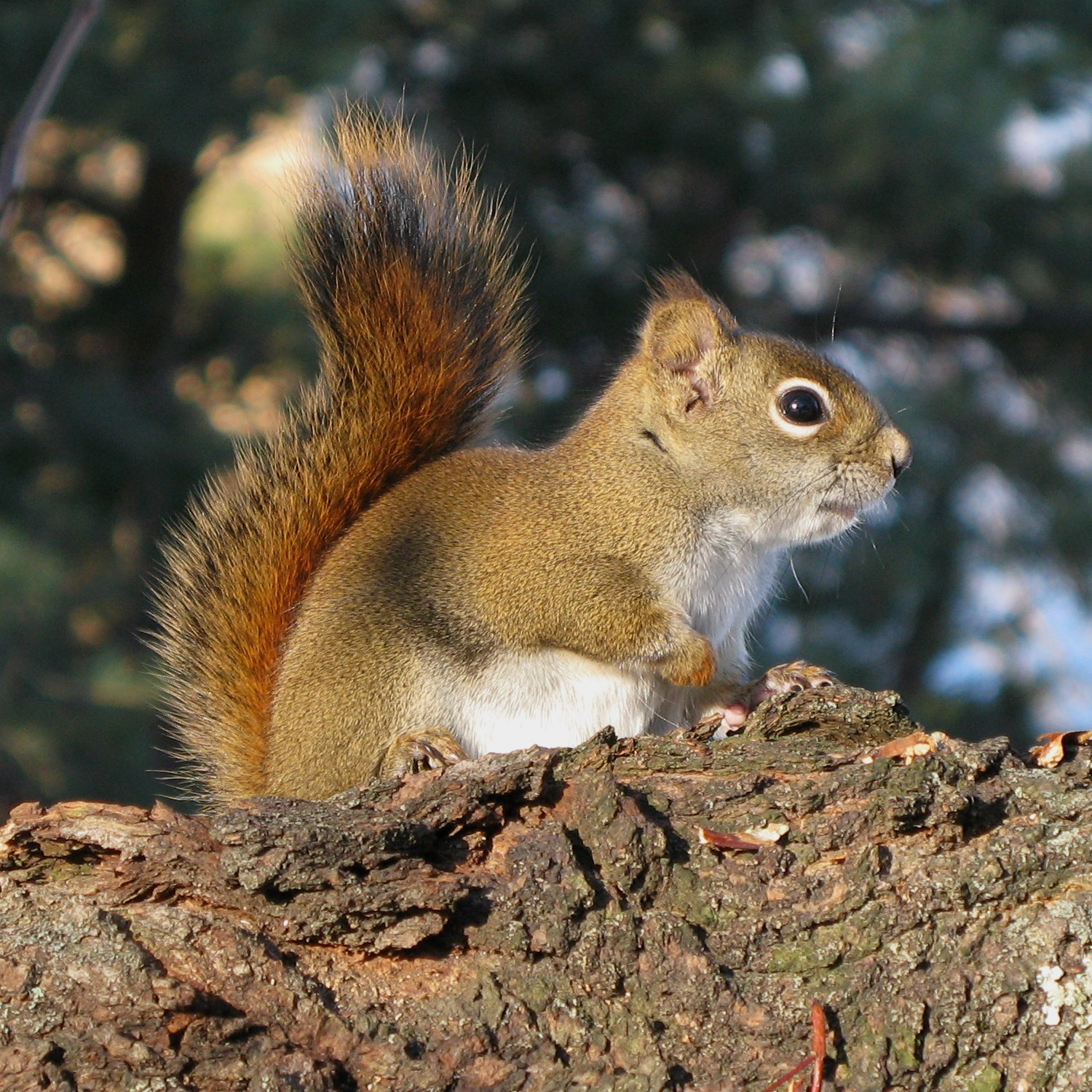
Écureuil roux américain.

Les carnivores sont représentés par l'ours noir (Ursus americanus), le renard roux (Vulpes vulpes), l'hermine (Mustela erminea) et le vison d'Amérique (Neovison vison).
Les petits mammifères sont représentés par la musaraigne cendrée (Sorex cinereus), les lièvres arctique (Lepus arcticus) et d'Amérique (Lepus americanus), l'écureuil roux d'Amérique du Nord (Tamiasciurus hudsonicus), le castor du Canada (Castor canadensis), la souris sylvestre (Peromyscus maniculatus), le campagnol des champs (Microtus pennsylvanicus) et le rat musqué (Ondrata zibethicus). Deux espèces de chauve-souris, la petite chauve-souris brune (Myotis lucifugus) et la chauve-souris nordique (Myotis septentrionalis) se trouvent par exemple au Gros-Morne.
La population de Martre d'Amérique (Martes americana atrata) est en danger.

### Flore
Toundra d'altitude et forêt boréale sont les deux formations végétales principales.
Le parc national du Gros-Morne héberge 711 espèces de plantes vasculaires, 401 espèces de bryophytes (mousses et hépatiques) et de 400 espèces de lichens soit 60 % de la flore présente sur l'île. Les côtes du parc sont composées en majorité d'épinette blanche (Picea glauca) et de sapin baumier (Abies balsamea). La plaine côtière porte de nombreuses tourbières à sphaignes avec des aulnes (Alnus sp.) et des bas marais à Carex avec des mélèzes laricins (Larix laricina). Les sols humides sont également colonisés par l'épinette noire (Picea mariana) et les forêts ayant un sol plus sec par le sapin baumier.

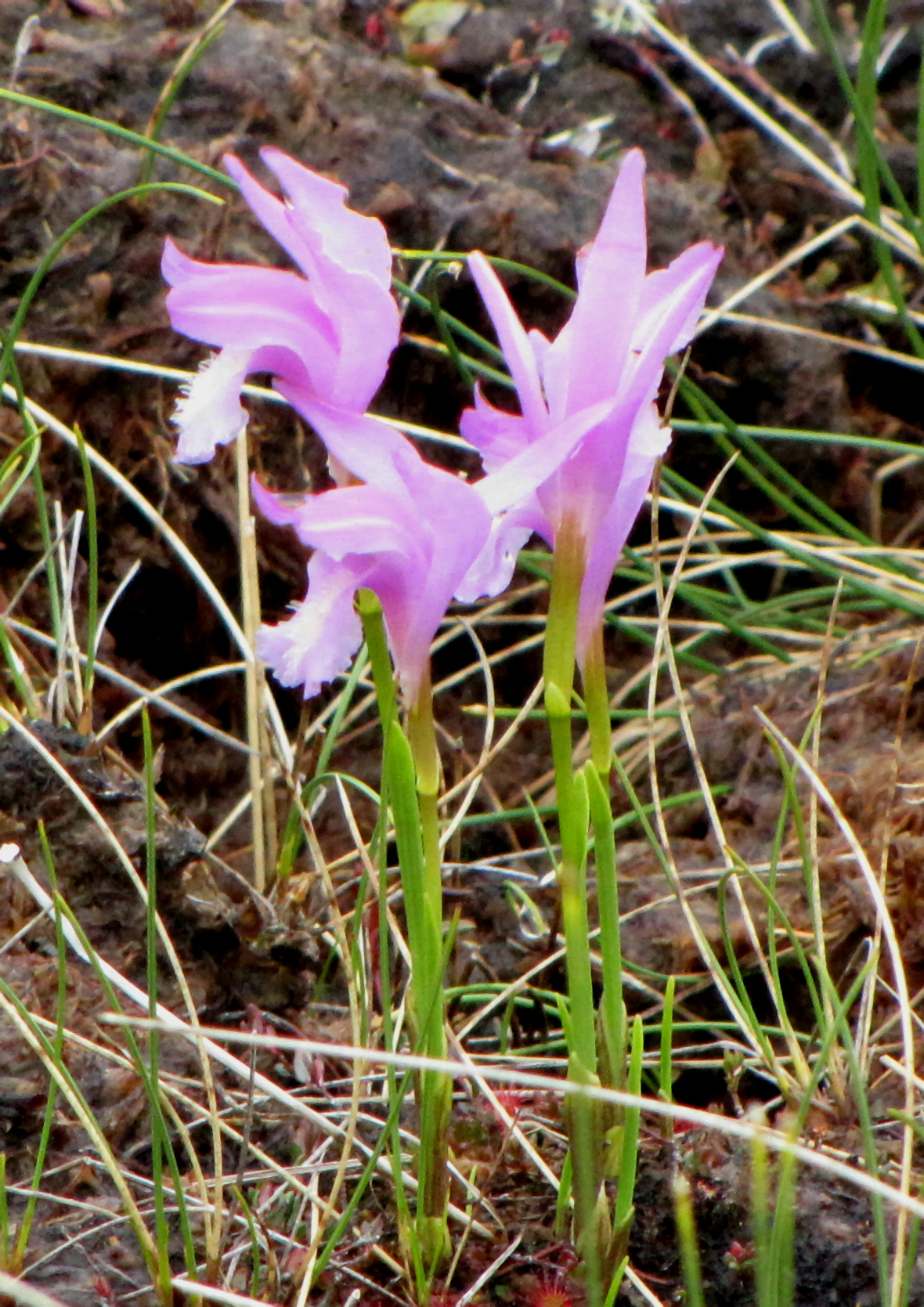
Aréthuse bulbeuse (Arethusa bulbosa) près de l'étang Western Brook.
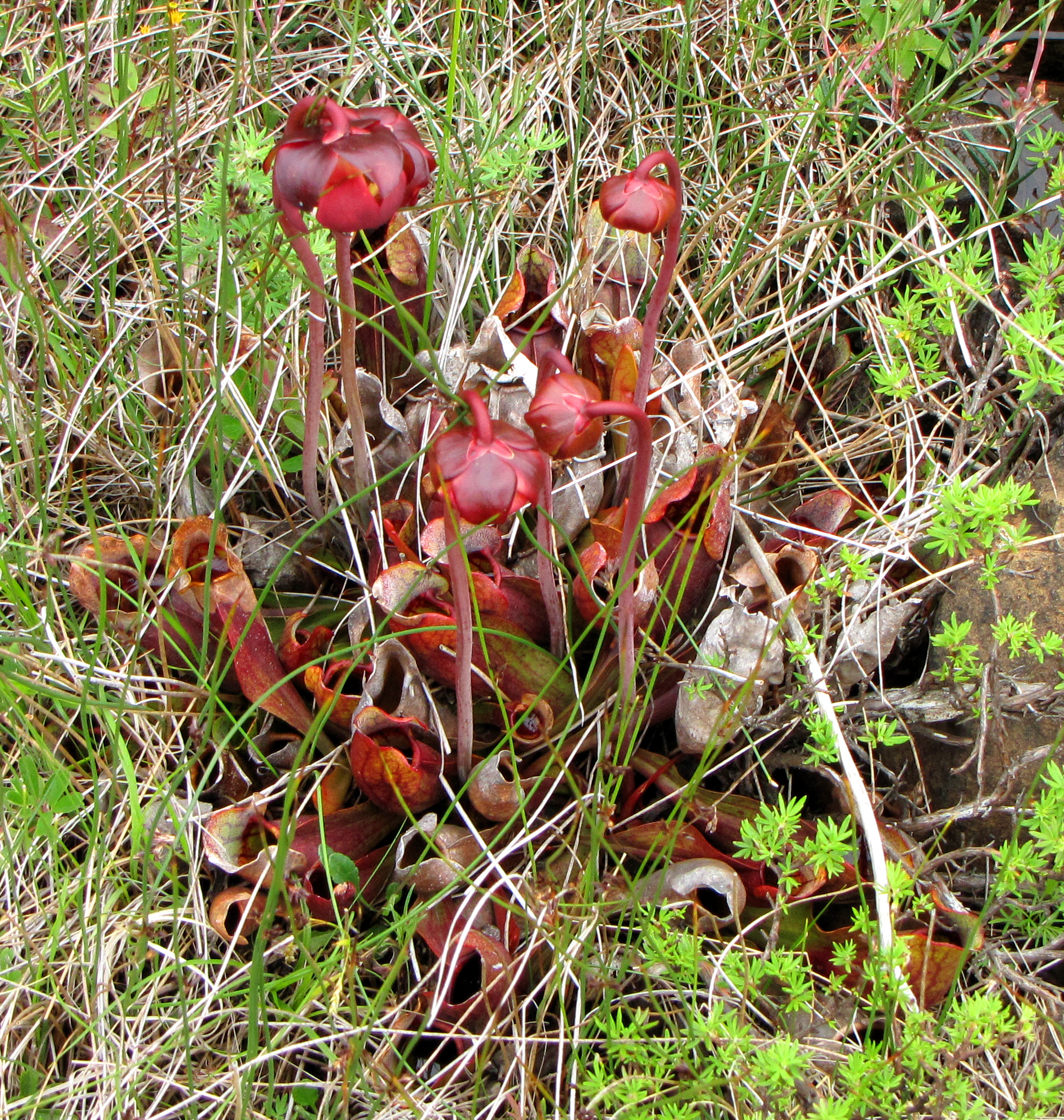
Sarracénie pourpre (Sarracenia purpurea), espèce carnivore des Tablelands.
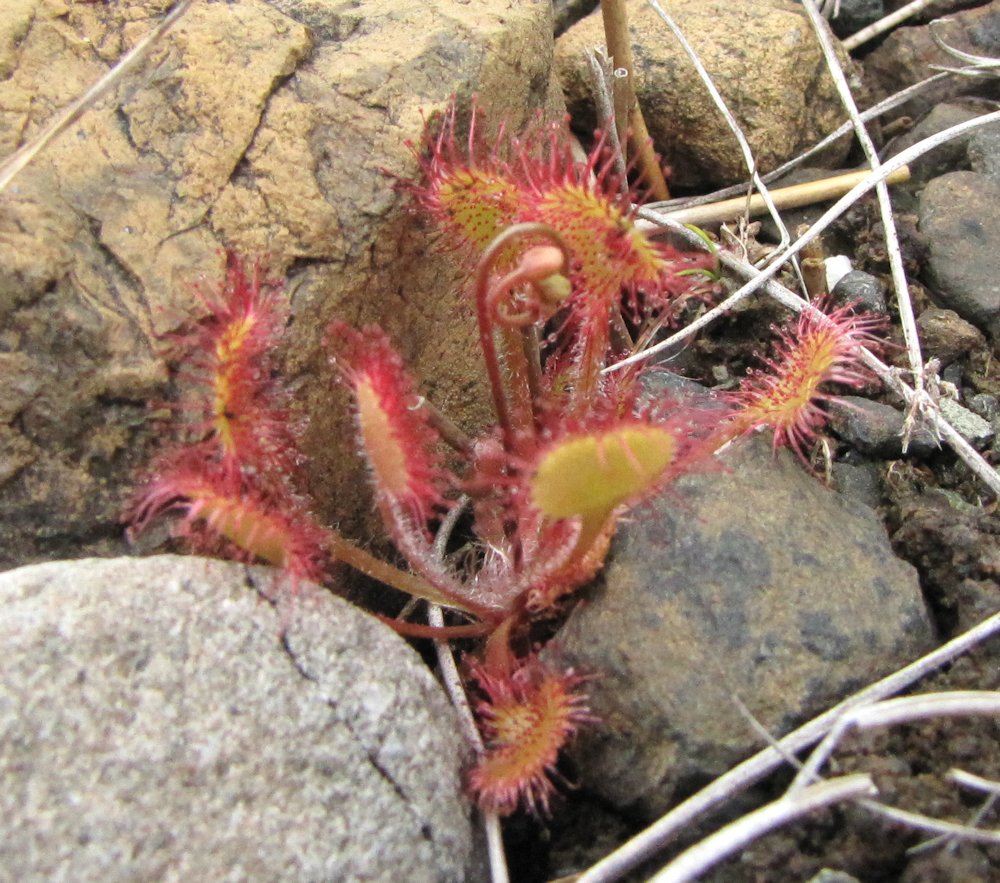
Rossolis à feuilles rondes (Drosera rotundifolia) sur les Tablelands.
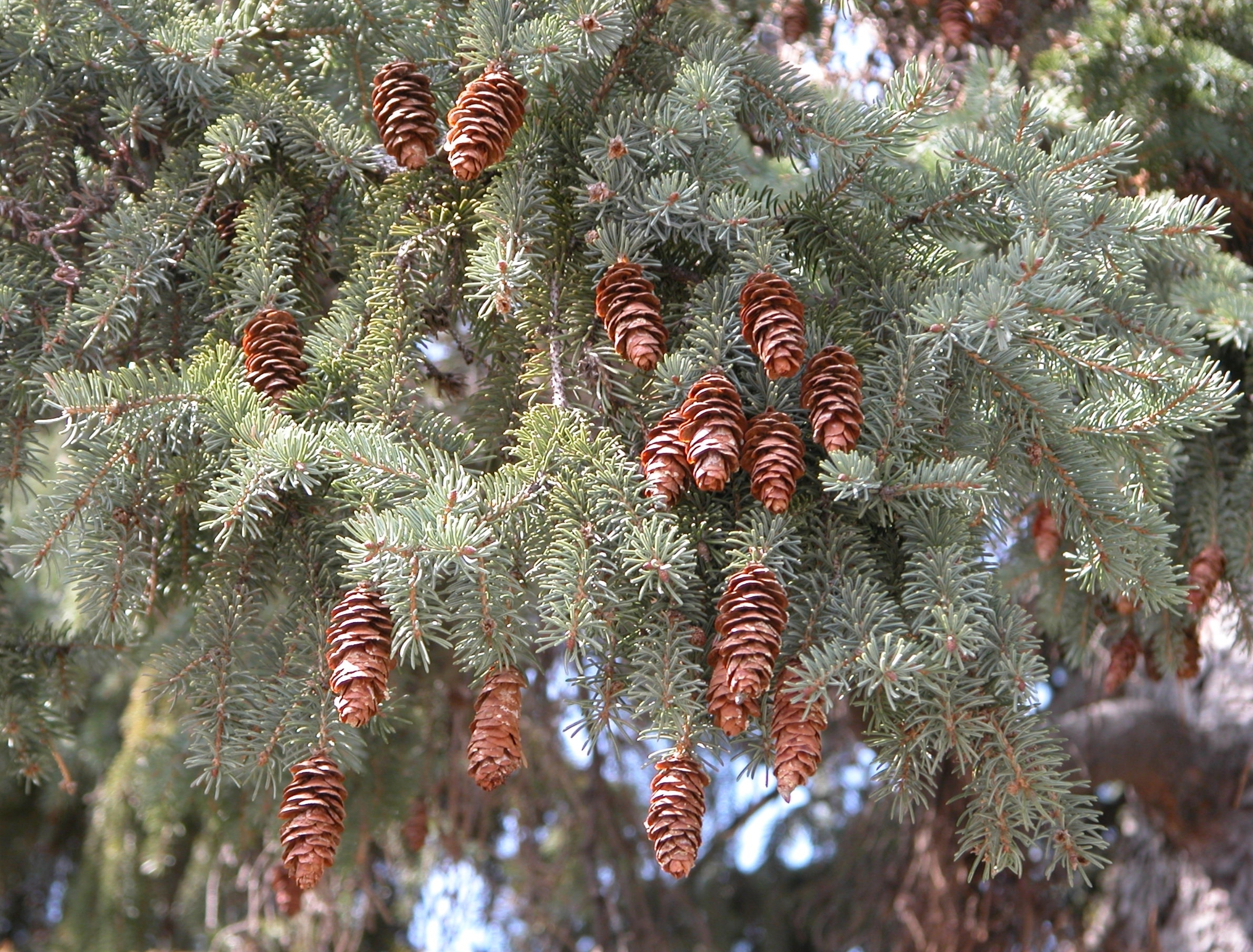
Épinette blanche (Picea glauca).
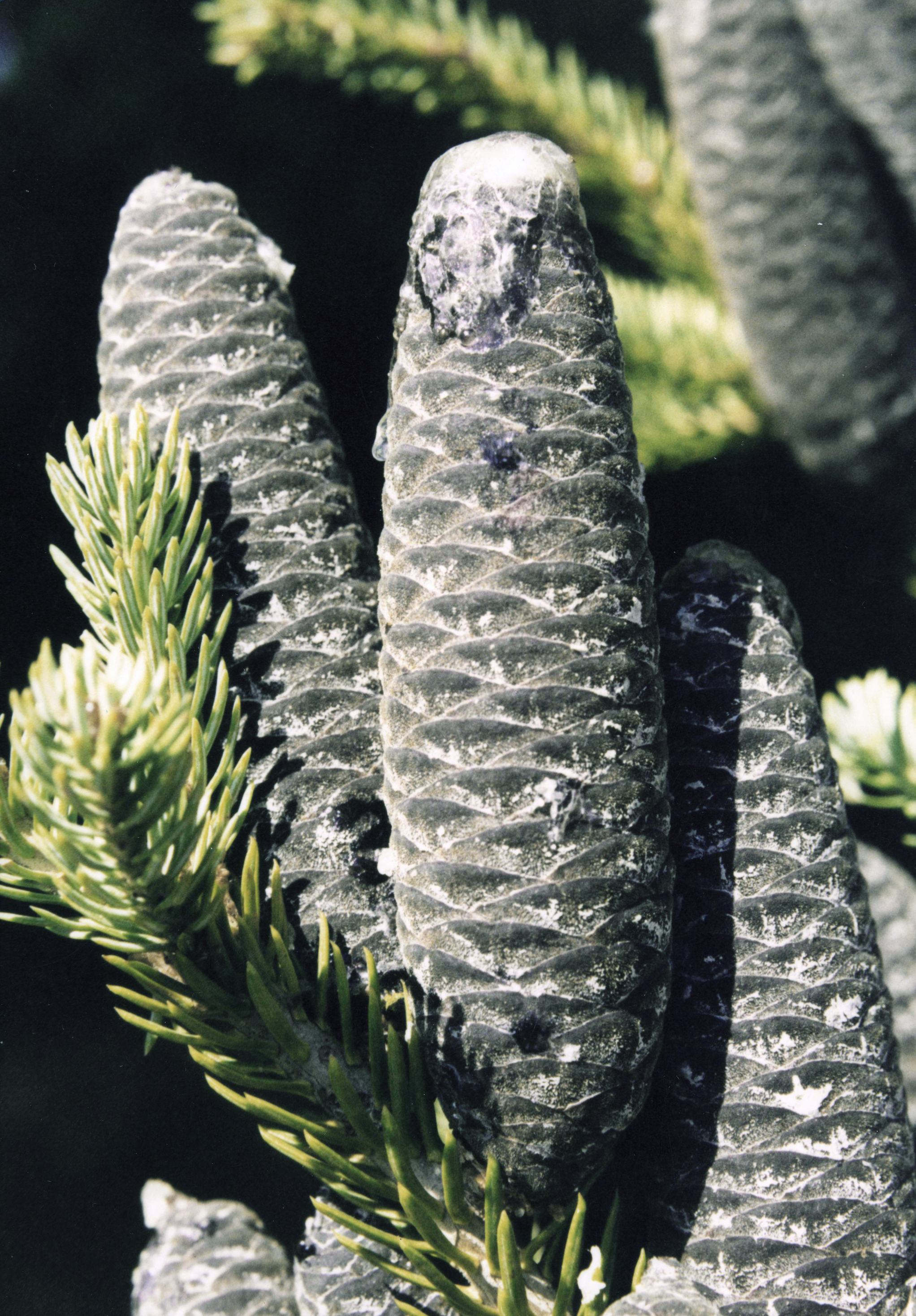
Sapin baumier (Abies balsamea).

#### Emblème
La sarracénie pourpre (Sarracenia purpurea), plante insectivore, est la fleur choisie par la reine Victoria qui souhaitait la voir gravée sur le premier penny de Terre-Neuve. Elle figura jusqu'en 1938 sur les pièces de la province puis fut désignée comme emblème floral en 1954.

### Urbanisation
La côte sud-est, à quelques exceptions près, est inaccessible par la route. Les principales communautés de la côte sud sont Burgeo et Harbour Breton, qui sont les points de départ des navires côtiers assurant la desserte des communautés — petits villages de pêche — privées de route.
La principale route de Terre-Neuve est une extension de la route transcanadienne. Son extrémité occidentale se trouve à Port-aux-Basques et elle se termine à St. John's. À partir de Port-aux-Basques, la route monte vers le nord, puis tourne vers l'est pour longer la côte nord-est vers la péninsule d'Avalon. Les principales localités desservies sont : Port-aux-Basques, Stephenville, Corner Brook, Deer Lake, Grand Falls-Windsor, Gander, Clarenville et St.-Jean.
Les autres villes sont Rocky Harbour, Port au Choix, St. Anthony, Pasadena NF, Springdale, Bishop's Falls, St. Alban's, Grand Bank, Marystown, Bonavista, Bay Roberts, Fortune NF, Placentia (anciennement « Plaisance »), Conception Bay South, Mount Pearl et Portugal Cove.

Église anglicane du Saint-Rédempteur, Spaniard's Bay, péninsule Avalon.
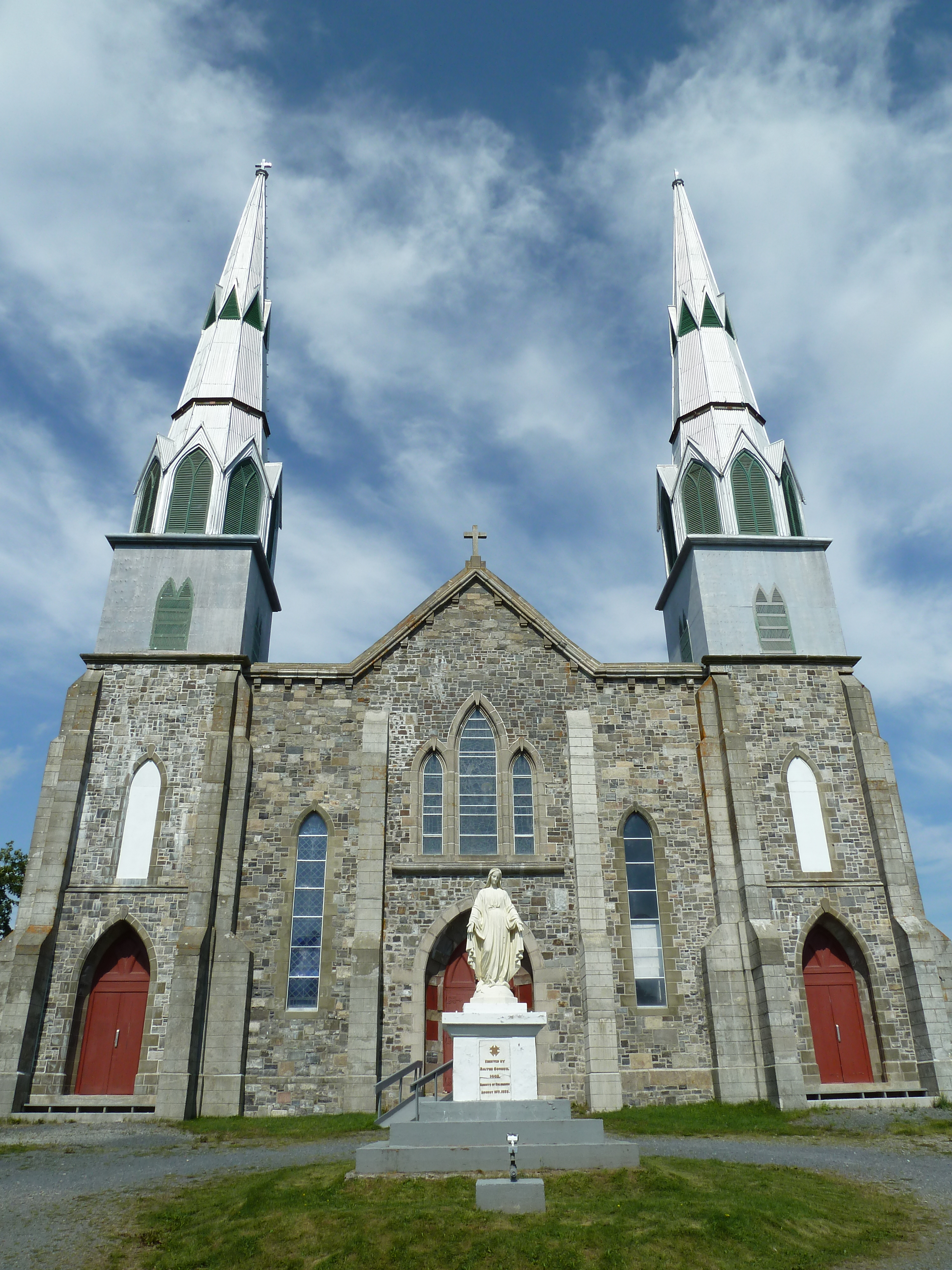
Cathédrale de l'Immaculée Conception, Harbour Grace.
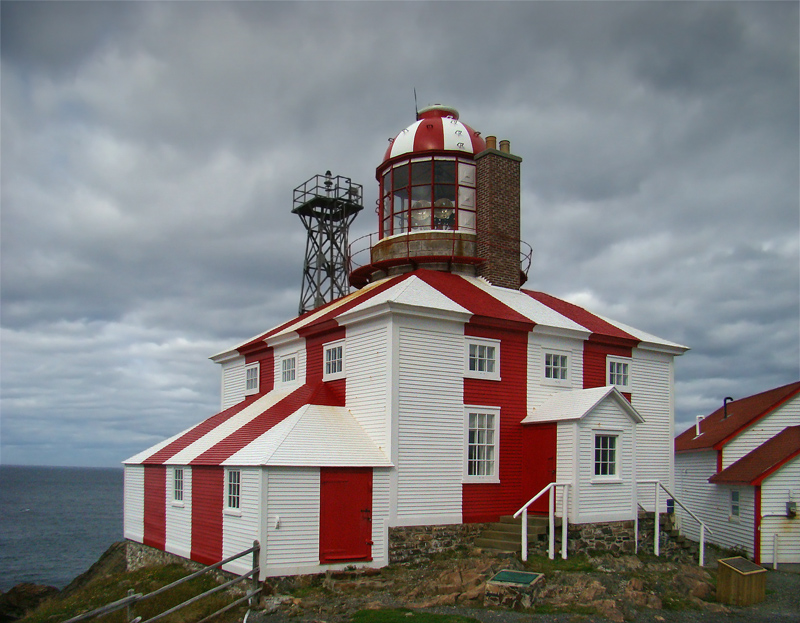
Phare de cap Bonavista (entré en opération en 1843), Est de Terre-Neuve
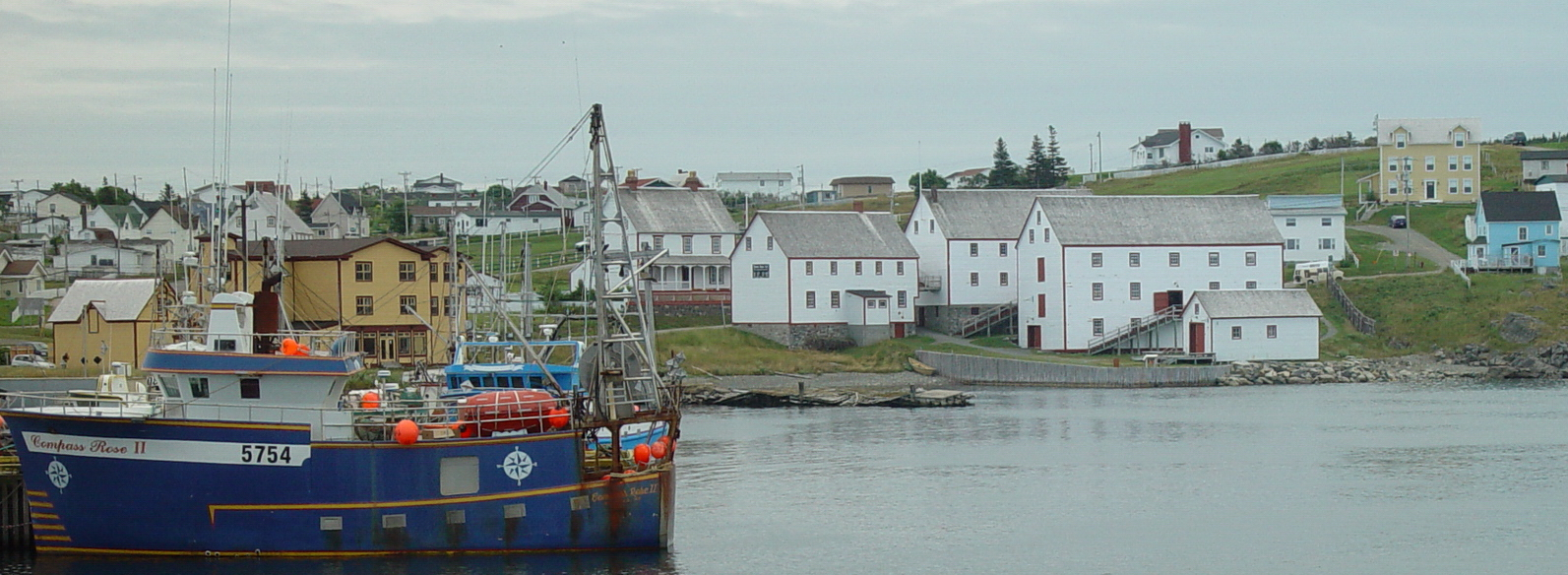
Ryan Premises National Historic Site of Canada, Bonavista
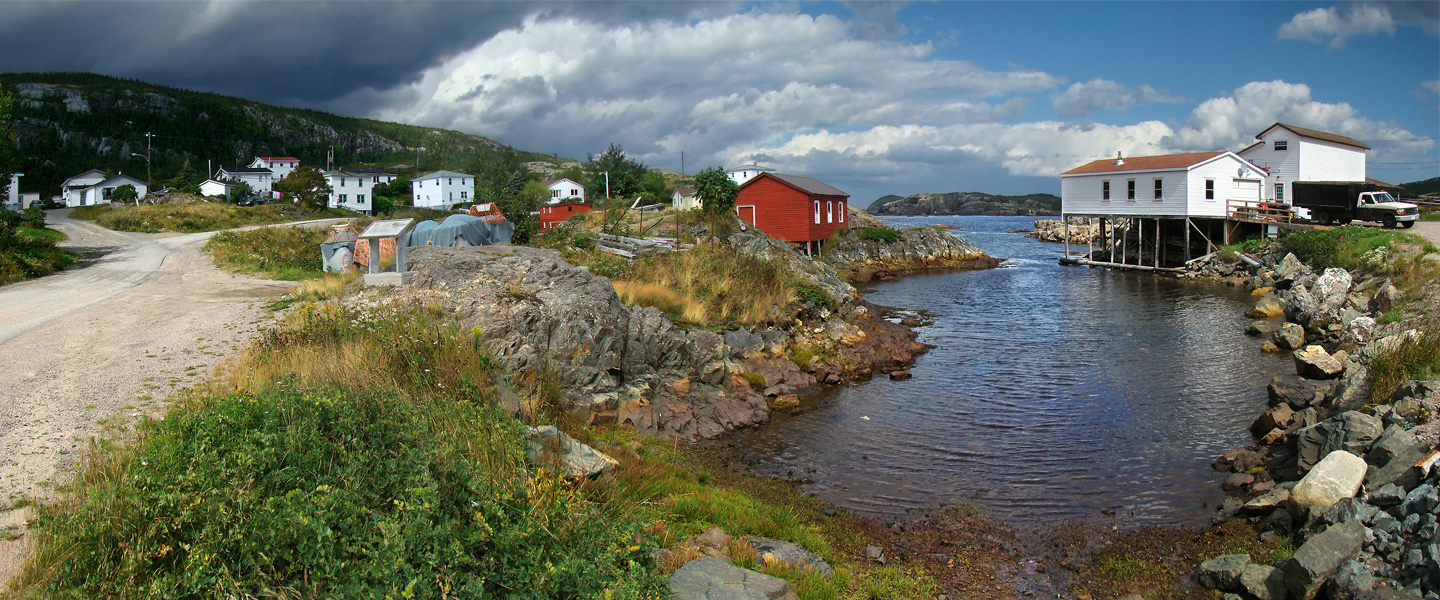
Salvage, péninsule Eastport.

## Histoire

### Présence autochtone
Le territoire de Terre-Neuve est totalement couvert par l'inlandsis laurentidien à l'époque où les premiers hommes traversent le détroit de Béring. L'inlandsis s'étend jusqu'au sud des Grands Lacs américains actuels lors du maximum glaciaire (22 000 à 18 000 ans AP), c'est la dernière glaciation, la glaciation wisconsinienne (80 000 à 6 000 ans AP),,. Le front glaciaire à la fin du Wisconsinien et au début de l'Holocène amorce son retrait il y a une vingtaine de milliers d'années. La fonte de la calotte glaciaire de Terre-Neuve s'achève à l'Holocène.
Les premiers signes d'occupation de l’île datent d’environ 8 000 ans et correspondent à une culture des archaïques maritimes, pêcheurs et chasseurs d’animaux marins jusqu'il y a 4 000 ans. Vers 850 av. J.-C., les paléo-Inuits occupent l’île durant environ 700 ans. Ils sont ensuite supplantés par les cultures Dorsets et Recent Indian, possibles ancêtres des Béothuks (voir aussi Little passage).
Il existe à Terre-Neuve quelques agglomérations du peuple autochtone Mi'kmaqs, datant d'après la colonisation européenne. La plus importante est la réserve de Conne River dans le Sud de l'île. La population indigène originelle de Terre-Neuve, les Béothuks, au départ peu nombreuse, s'est officiellement éteinte en 1829, pour un ensemble de raisons, dont plusieurs sont liées à la colonisation européenne.

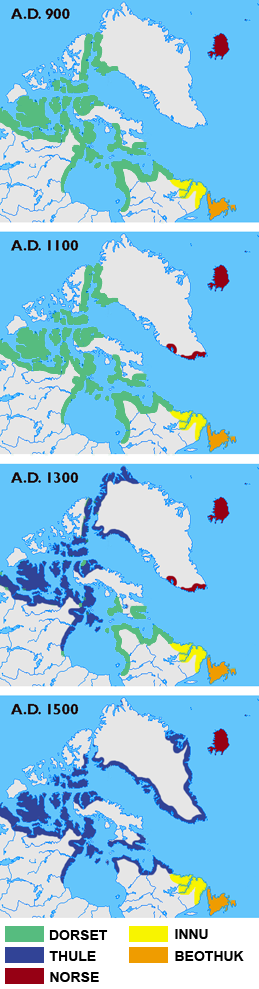
Histoire des cultures arctiques (900-1500).
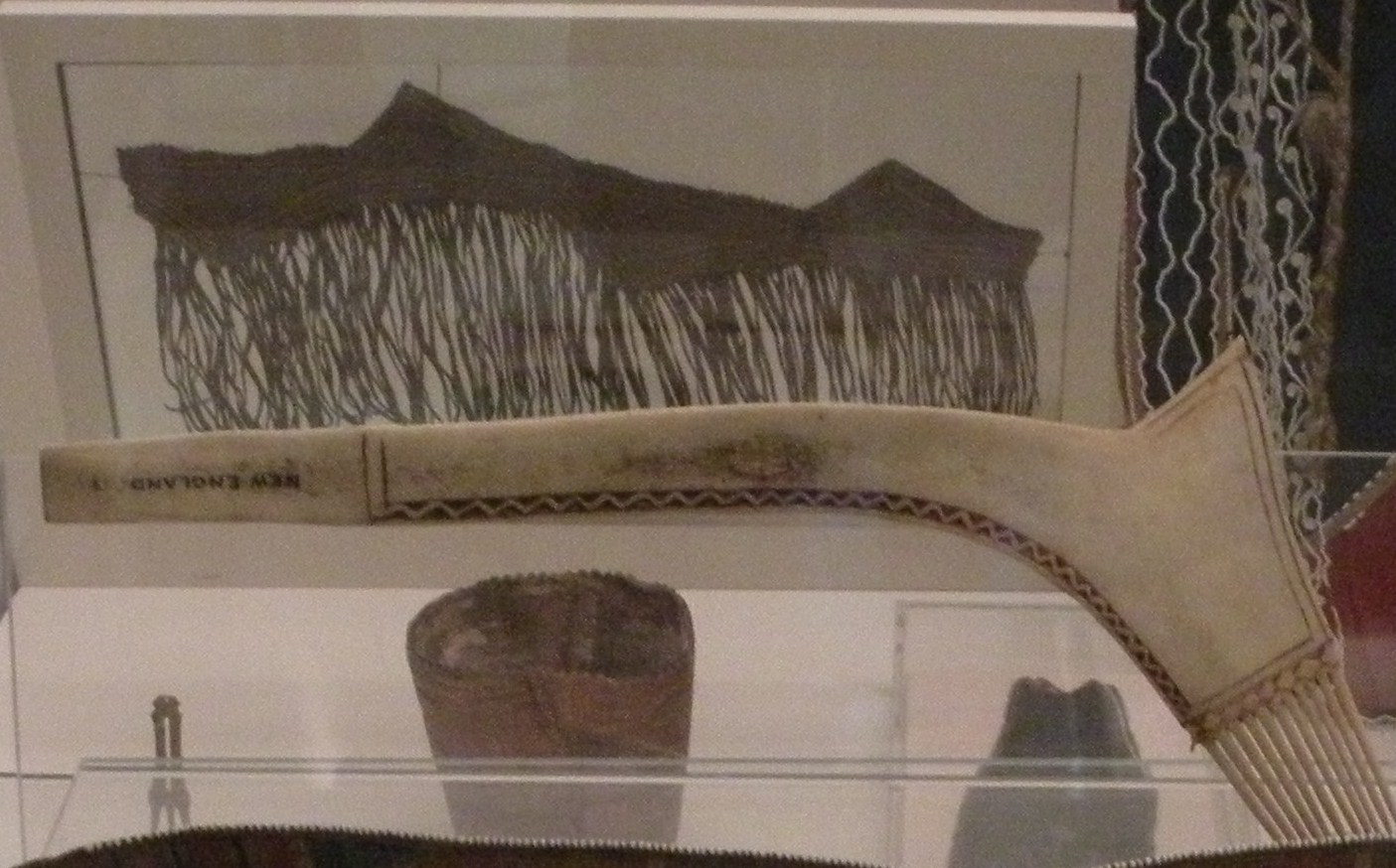
Objets béothuks (col de manteau, peigne en os), British Museum.
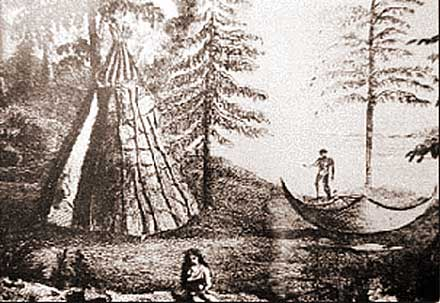
Représentation d'un camp béothuk.
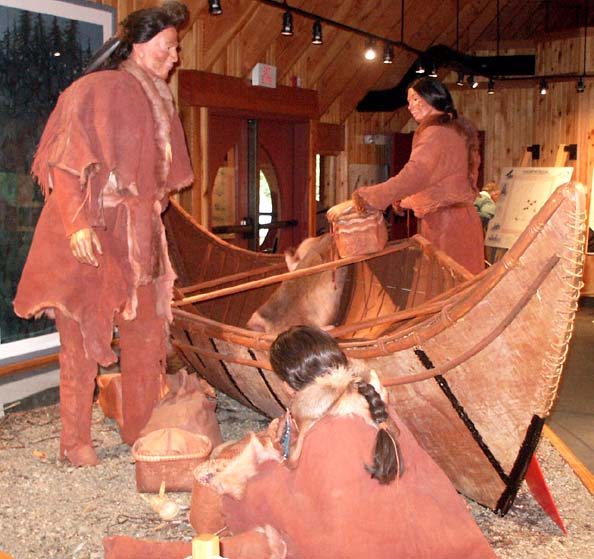
Reconstitution archéologique de Béothuks dans un musée terre-neuvien.
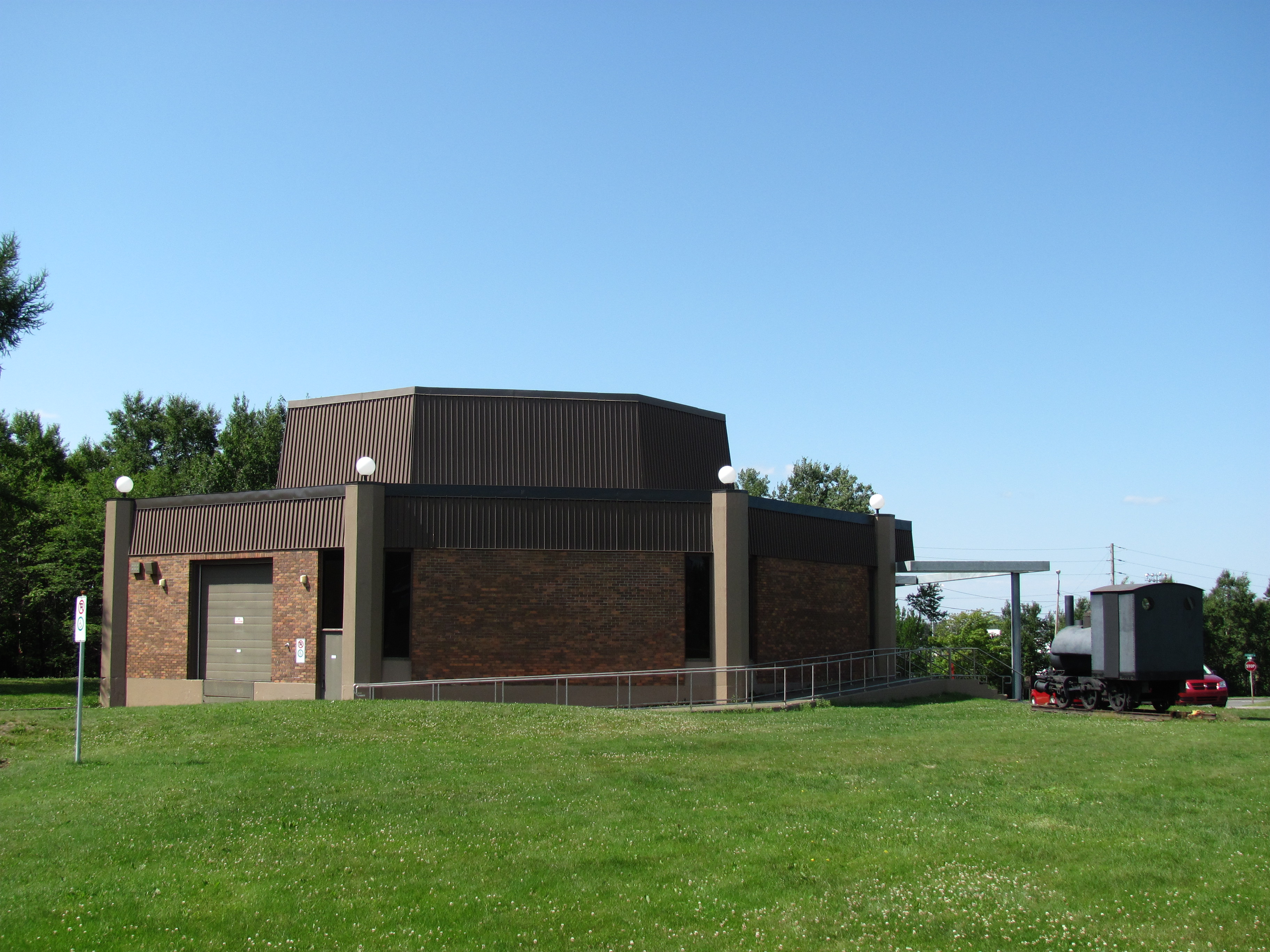
Mary March, Provincial Museum.
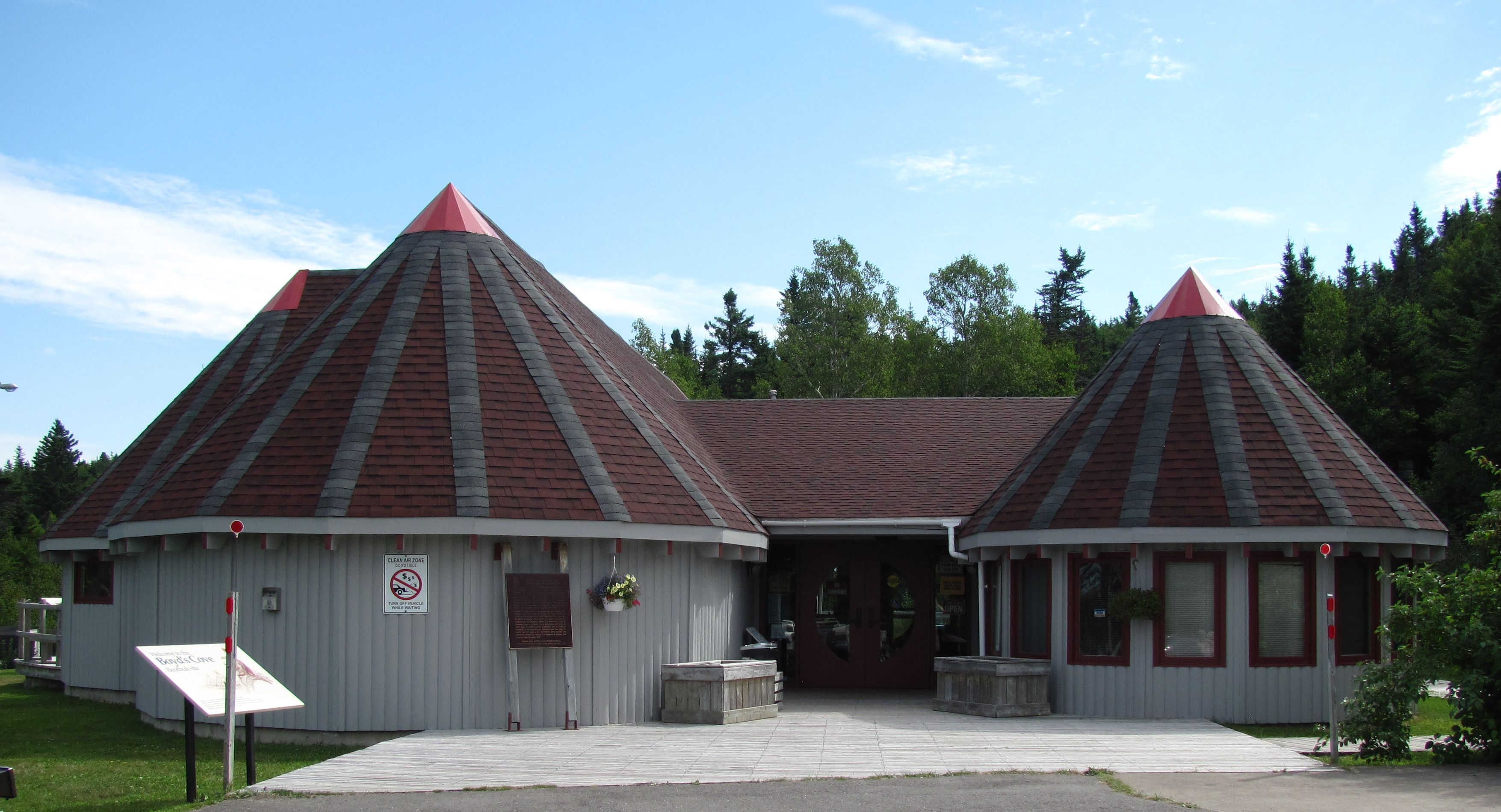
Boyd's Cove Beothuk Site Museum.

### Les Vikings
Pour un article plus général, voir Vinland.
Les côtes méridionales furent probablement explorées pour la première fois autour de l'an mil par Leif Erikson, fils d'Érik le Rouge, Viking d'Islande. Les Vikings du Groenland avec Þorfinnr Karlsefni tentent une colonisation de Terre-Neuve (l'avant-poste de Straumfjörðr au Vinland, désignation scandinave de Terre-Neuve ou de la Nouvelle-Écosse) comme l'attestent les vestiges de l'Anse aux Meadows (inscrit au patrimoine mondial par l'Unesco) et de pointe Rosée). En 1014 naît Snorri, fils de Thorfinn Karlsefni, et Gudrid, sans doute le premier Européen né au Vinland.
Cette colonisation finit par échouer, les sagas scandinaves relatant des dissensions entre les colonisateurs et des conflits avec les autochtones skrælings. L'évacuation du village a lieu quelques années plus tard. Selon les récits scandinaves, les dernières expéditions vers le Vinland ont lieu au XIIe siècle. Au début du XVe siècle, les colonies vikings au Groenland disparurent à la suite, entre autres, d'un refroidissement climatique (début du Petit Âge glaciaire).

### DuXVeauXVIIesiècle
La pièce la plus significative concernant la possible découverte de Terre-Neuve par des pêcheurs bretons est une charte de l'abbaye de Beauport à Paimpol, datée de 1514, et qui fait état d'un litige entre les moines et les habitants de l'île de Bréhat à propos de droits, établis 60 ans auparavant (donc vers 1454), de dîme sur la pêche « tant à la coste de Bretaigne, la Terre-Neuffre, Islande que ailleurs ».
Vers 1472, les rois portugais Alphonse V et danois Christian Ier organisent en commun une expédition pour reconnaître les anciennes routes vikings du Vinland. Parmi les capitaines de cette expédition maritime, Alvaro Martins Homem et un certain João Vaz Corte-Real. Les navires longent l'Irlande, naviguent au large de l'Islande, passent le long de la côte orientale du Groenland, puis auraient atteint le Labrador avant de s'engager dans l'embouchure du fleuve Saint-Laurent et contourner l'île de Terre-Neuve. Au retour, João Vaz Corte-Real fut nommé gouverneur de l'île de Terceira aux Açores, en récompense d'avoir découvert la « Terra do Bacalhao » la terre de la morue.
Des navigateurs bretons de Paimpol et de Saint-Malo, des marins normands de Barfleur et de Dieppe, enfin d'autres de La Rochelle, des Sables-d'Olonne et du Pays basque partent pêcher la morue au large des côtes canadiennes et dans le golfe du Saint-Laurent. Tous ces équipages se retrouvent au large d'une grande île qui pourrait être celle de Terre-Neuve, nommée sur les cartes marines de cette époque « île de Bacalaos » (« îles des morues » en portugais) en compagnie d'autres navigateurs portugais, irlandais, anglais, vénitiens et hollandais. La Ligue hanséatique contrôle le marché européen de la morue et s'enrichit avec ce commerce florissant en tenant fermement les ports de l'Europe centrale (mer du Nord, mer Baltique). En France, dès le début du XVe siècle les marins-pêcheurs français payent la dîme au roi de France sur « les Pescheries des terres neufves ». Il en est de même pour les pêcheurs morutiers bretons qui paient la dîme sur la vente de la morue depuis le milieu du XVe siècle.
Les marins basques pratiquaient également la pêche à la baleine. Le légiste bordelais E. Cleirac indique dans son livre Us et coutumes de la mer (1647), que cent ans avant Christophe Colomb, les Basques chassaient déjà la baleine, pratiquaient la pêche à la morue. Il précise que ces marins basques auraient même découvert le grand et le petit banc des morues au large de Terre-Neuve, et effectué la reconnaissance des côtes et rivages du golfe du Saint-Laurent, également cent ans environ avant les navigations de Christophe Colomb.
Adolphe Bellet, conseiller du commerce extérieur de la France de la fin du XIXe siècle, affirme quant à lui que les marins basques auraient découvert Terre-Neuve vers 1350, sans y établir pour autant de colonie ni de comptoir commercial, mais en fréquentant régulièrement durant deux siècles les côtes de Terre-Neuve. M. Bellet déplore cependant qu'aucune trace écrite ne permette de confirmer son affirmation. Il fallut attendre 1506 pour voir les Normands de Dieppe et de Honfleur y établir leur première colonie.

## Économie
Terre-Neuve a été pendant des siècles une grande région de pêche à la morue. Mais, en 1992, en raison de la surpêche, les pêcheries se sont écroulées brutalement, coûtant leur emploi à 40 000 Canadiens. Cette même année, le gouvernement canadien a décrété un moratoire sur la pêche à la morue au large de Terre-Neuve dans ses eaux territoriales. La pêche à la morue a été interdite dans tout le Canada atlantique le 24 avril 2003.

### La pêche
Les icebergs pénètrent jusque dans les rades de l'île. Depuis cinq siècles, les glaces du Groenland n'ont pas empêché les hommes d'exploiter l'aire de pêche la plus riche du monde.

#### La pêche à la morue

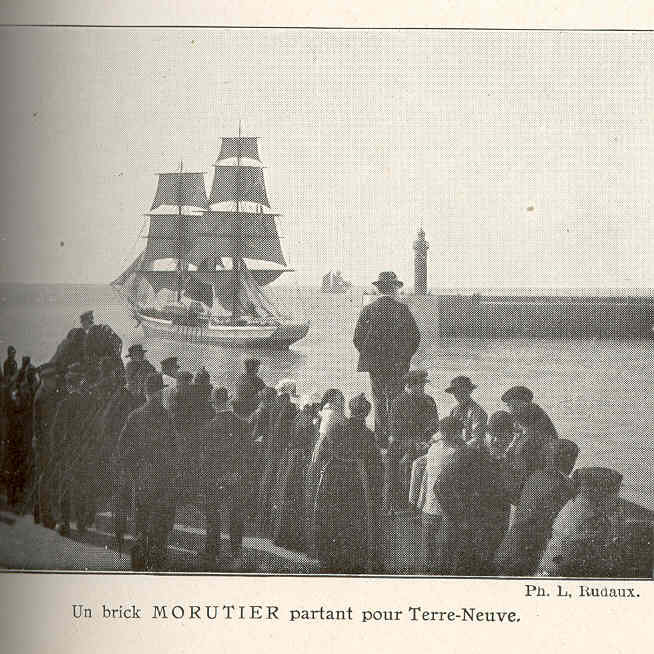

Depuis des siècles, la morue est abondamment pêchée au Canada par les populations locales, et, à partir de l'époque moderne, par les Européens (colons ou non) qui y trouvent un aliment de choix. En effet, les bancs de Terre-Neuve constituait à l'époque l'un des lieux les plus poissonneux du monde grâce à la conjonction de la rencontre des eaux froides du courant du Labrador, des eaux chaudes de la dérive nord-atlantique (Gulf Stream) et du fleuve Saint-Laurent provoquant le brassage des eaux et la remontée du fond vers la surface des bancs de nutriments favorisant le développement de micro-organismes. En 1968, cette pêche atteint des chiffres annuels records, passant de 150 000 tonnes dans les années 1940, à 810 000 tonnes. La surpêche entraîne le déclin de l'espèce et contraint le gouvernement à mettre en place des quotas de pêche. Depuis la régulation de la pêche à la morue par les autorités canadiennes, les stocks de morues augmentent sensiblement chaque année.

#### La chasse aux phoques
La population globale de phoques du Groenland au Canada est estimé à huit millions d'individus. Selon le MPO et d'autres sources scientifiques, les quelque 500 000 phoques gris seraient l'une des causes de l'incapacité des stocks de morues à remonter. Depuis les années 1960, la population de phoques gris n'a cessé d'augmenter au Canada. Elle est passée de cinq-mille dans les années 1960 à cinq-cent-mille en 2014. Ces mammifères se nourrissent en abondance de divers poissons et notamment de morues.
Les phoques gris sont visés par Pêches et Océans Canada qui les accuse d'être de grands consommateurs de morues et d'en ralentir la reconstitution des stocks, privant ainsi en partie le Canada d'une importante ressource économique. La surpêche internationale de cette ressource halieutique a certainement causé l'effondrement des stocks, mais comme un moratoire existe depuis 1992, les pêcheurs canadiens ne peuvent plus être accusés d'empêcher le retour des stocks existants.

#### La pêche contemporaine

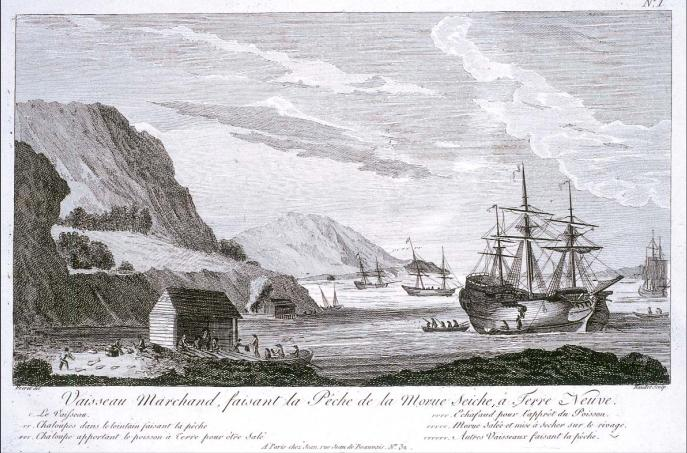
Vaisseau marchand faisant la pêche à la morue (gravure de 1820).
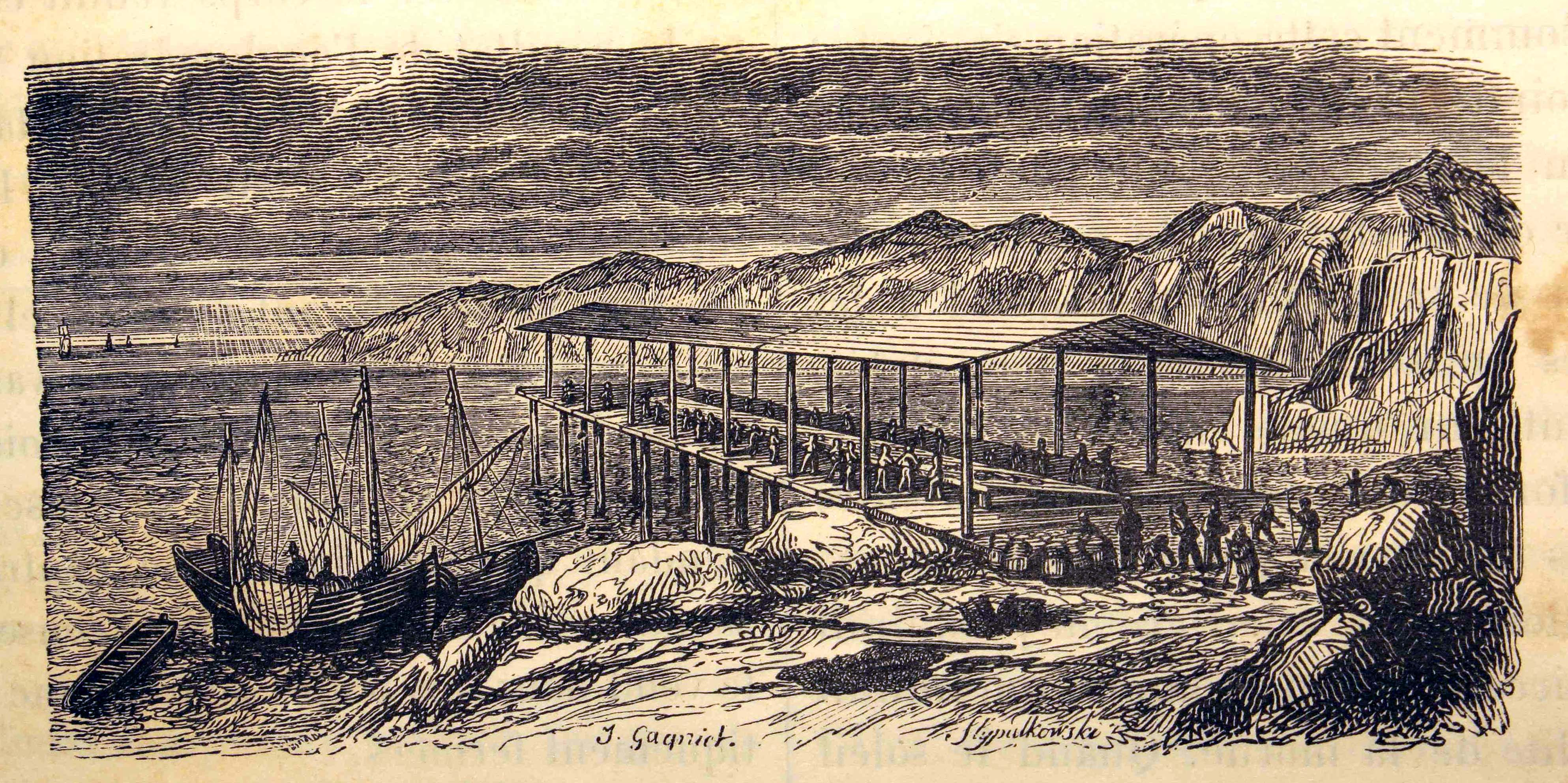
Hangar pour l'apprêtage de la morue.
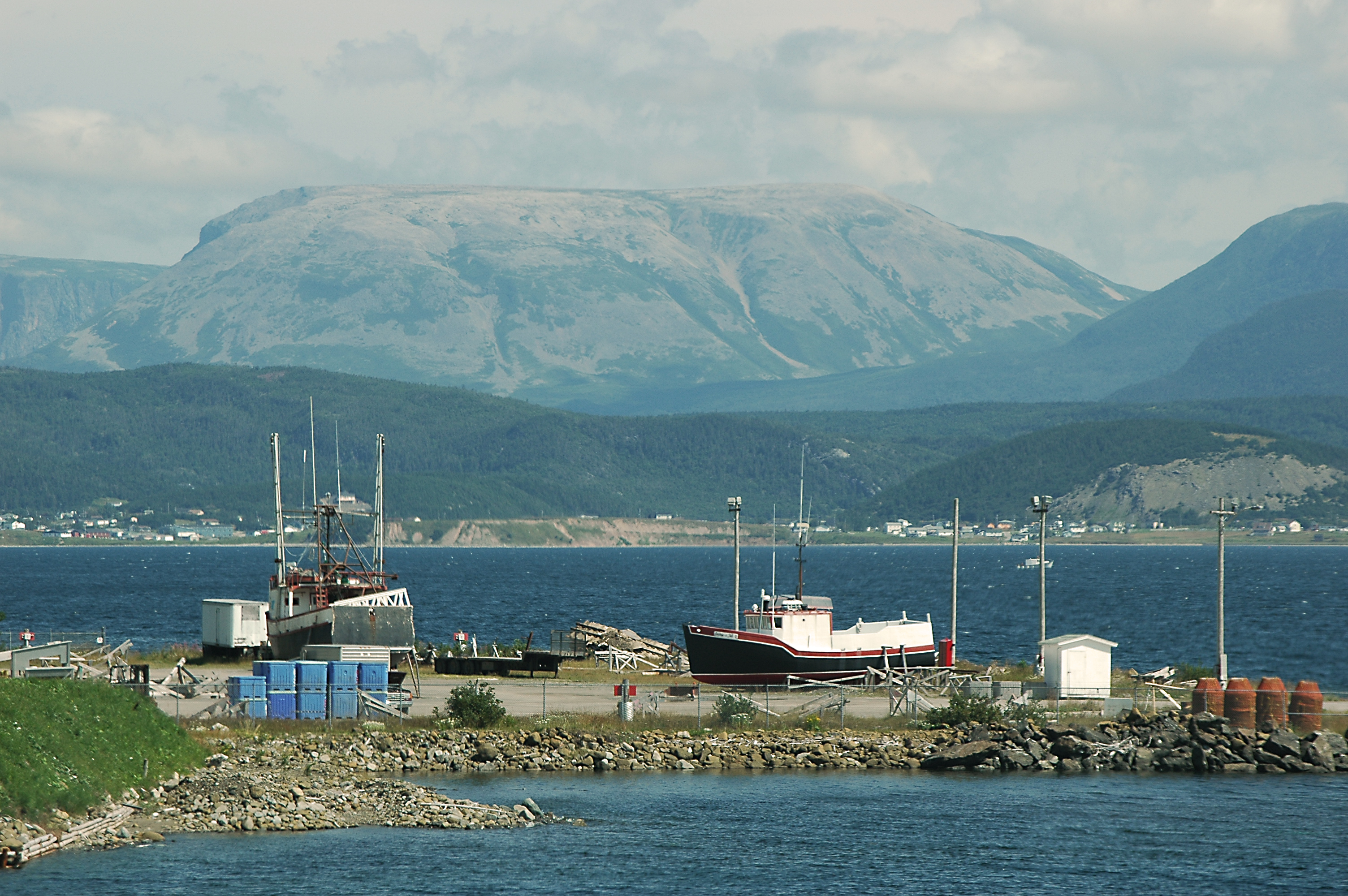
Gros Morne et port
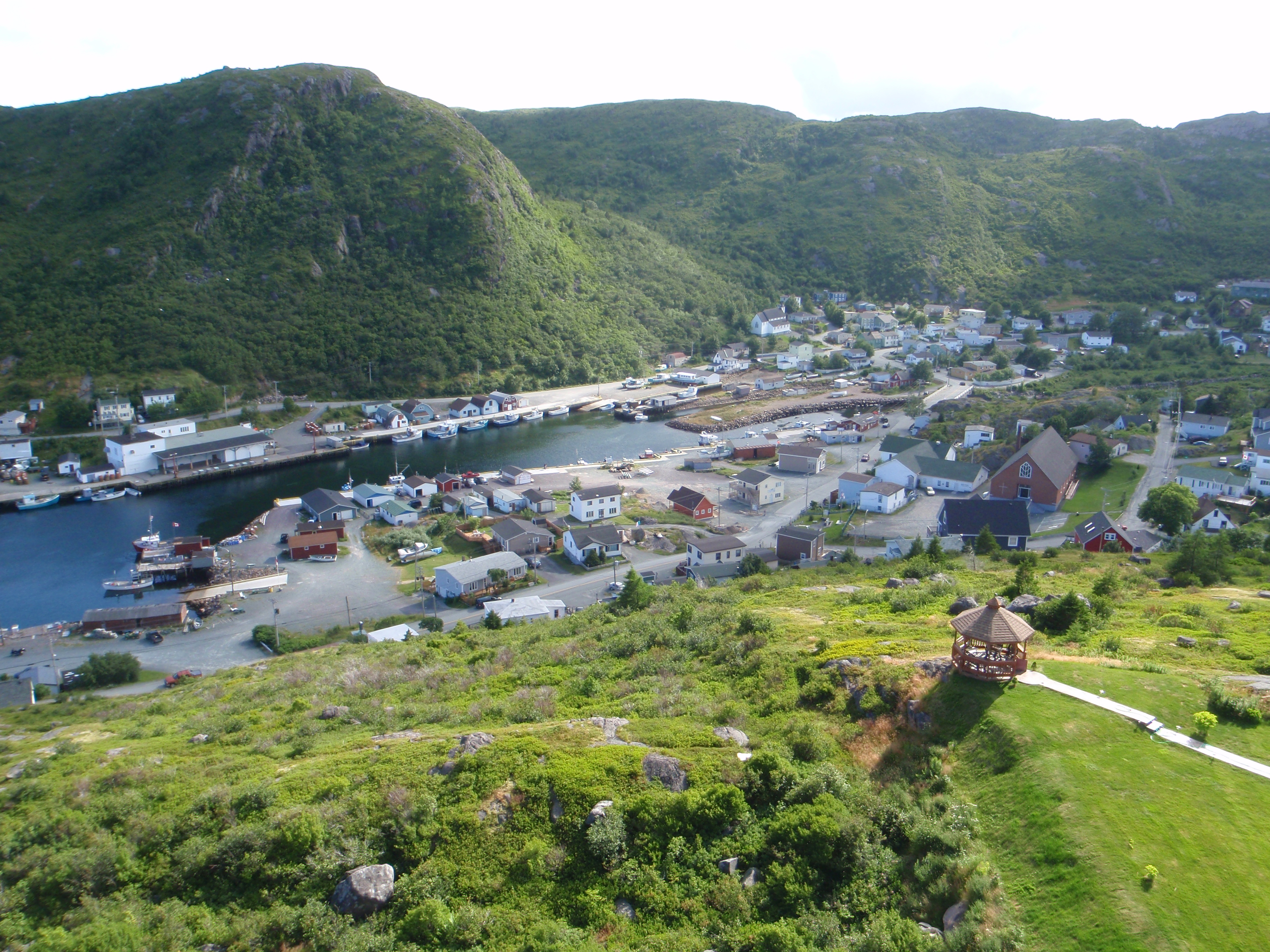
Petty Harbour.
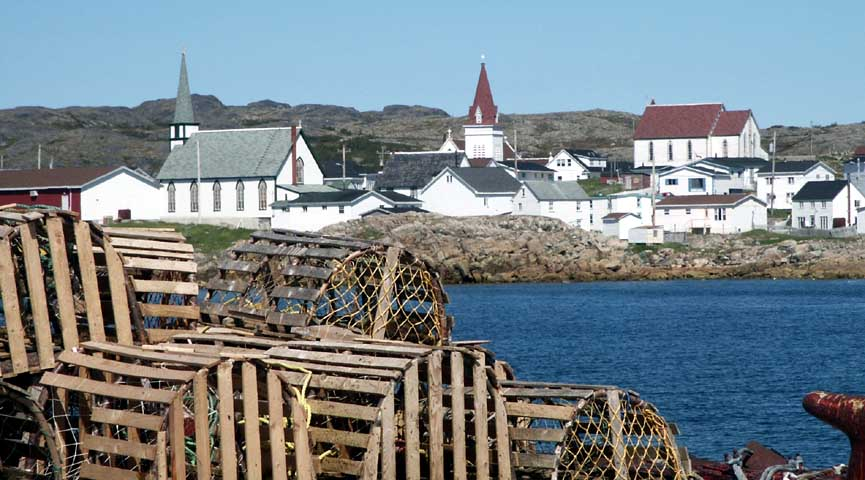
Casiers de pêcheurs à Fogo, petite île près de Terre-Neuve.

## Culture
Presque tous les Terre-Neuviens parlent l'anglais. On retrouve à Terre-Neuve une large population d'ascendance irlandaise et anglaise. Une division sociale et politique importante existait autrefois entre catholiques et protestants, mais cela n'est généralement plus le cas aujourd'hui. Sur la côte ouest, dans la région de Stephenville, on trouve encore de rares îlots de langue française, parlée par les descendants de pêcheurs français, souvent des terre-neuvas, qui s'y étaient installés (voir français terre-neuvien).
Terre-Neuve a une riche tradition folklorique dans laquelle la musique trouve une place importante. La musique terre-neuvienne traditionnelle a une sonorité particulière, dans laquelle ressort clairement l'héritage celtique irlandais. La culture insulaire terre-neuvienne se distingue fortement de celle du reste du Canada et, à un degré un peu moindre, de celle du Labrador.

### Jumelage
- Southampton (Royaume-Uni)

## Évènements
- Le SS Hanoverian (1882-1885), paquebot de la Allan Line steamship : naufrage le 2 septembre 1885 à St. Mary's Bay sur la côte de Terre-Neuve.
- Le RMS Titanic paquebot de la White Star Line (avec pour architecte Thomas Andrews), naufrage la nuit du 14 au 15 avril 1912 à 2 h 20 du matin, au large de Terre-Neuve.
- Lors de la Première Guerre mondiale, la quasi-totalité des volontaires de l'île de Terre-Neuve meurent en Europe.